# Liste der Kulturdenkmale in Zwönitz

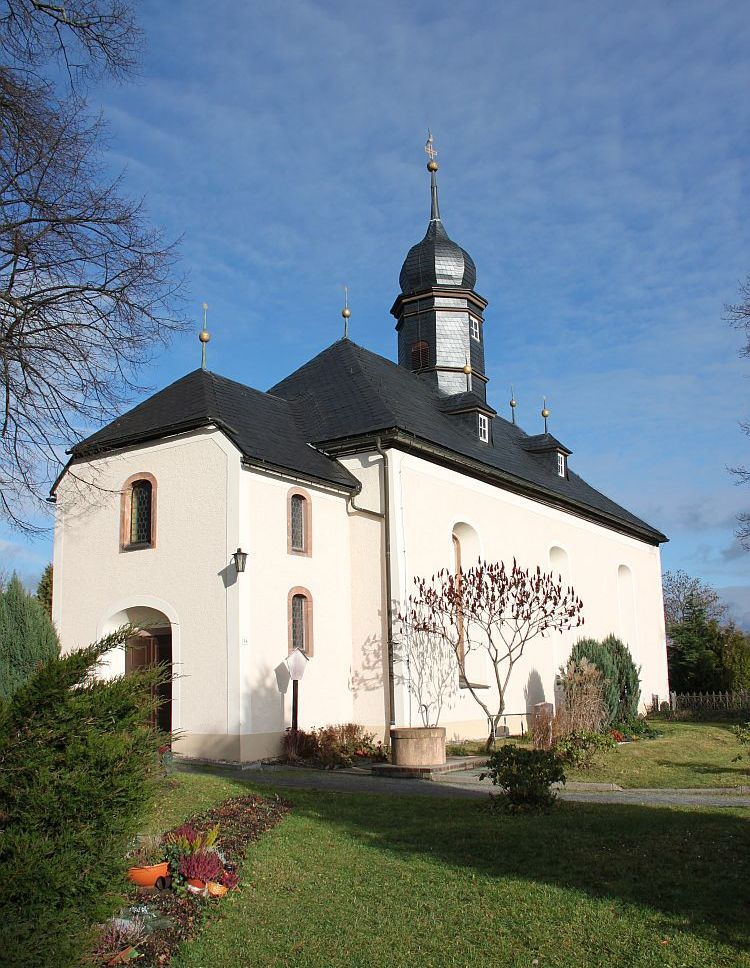
Kirche in Niederzwönitz

Die Liste der Kulturdenkmale in Zwönitz enthält die Kulturdenkmale in Zwönitz.
Diese Liste ist eine Teilliste der Liste der Kulturdenkmale in Sachsen.

## Legende
- Bild: Bild des Kulturdenkmals, ggf. zusätzlich mit einem Link zu weiteren Fotos des Kulturdenkmals im Medienarchiv Wikimedia Commons. Wenn man auf das Kamerasymbol klickt, können Fotos zu Kulturdenkmalen aus dieser Liste hochgeladen werden:
- Bezeichnung: Denkmalgeschützte Objekte und ggf. Bauwerksname des Kulturdenkmals
- Lage: Straßenname und Hausnummer oder Flurstücknummer des Kulturdenkmals. Die Grundsortierung der Liste erfolgt nach dieser Adresse. Der Link (Karte) führt zu verschiedenen Kartendiensten mit der Position des Kulturdenkmals. Fehlt dieser Link, wurden die Koordinaten noch nicht eingetragen. Sind diese bekannt, können sie über ein Tool mit einer Kartenansicht einfach nachgetragen werden. In dieser Kartenansicht sind Kulturdenkmale ohne Koordinaten mit einem roten bzw. orangen Marker dargestellt und können durch Verschieben auf die richtige Position in der Karte mit Koordinaten versehen werden. Kulturdenkmale ohne Bild sind an einem blauen bzw. roten Marker erkennbar.
- Datierung: Baubeginn, Fertigstellung, Datum der Erstnennung oder grobe zeitliche Einordnung entsprechend des Eintrags in der sächsischen Denkmaldatenbank
- Beschreibung: Kurzcharakteristik des Kulturdenkmals entsprechend des Eintrags in der sächsischen Denkmaldatenbank, ggf. ergänzt durch die dort nur selten veröffentlichten Erfassungstexte oder zusätzliche Informationen
- ID: Vom Landesamt für Denkmalpflege Sachsen vergebene, das Kulturdenkmal eindeutig identifizierende Objekt-Nummer. Der Link führt zum PDF-Denkmaldokument des Landesamtes für Denkmalpflege Sachsen. Bei ehemaligen Kulturdenkmalen können die Objektnummern unbekannt sein und deshalb fehlen bzw. die Links von aus der Datenbank entfernten Objektnummern ins Leere führen. Ein ggf. vorhandenes Icon  führt zu den Angaben des Kulturdenkmals bei Wikidata.

## Zwönitz
| Bild                                    | Bezeichnung                                                                             | Lage                                | Datierung                                          | Beschreibung | ID       |
| --------------------------------------- | --------------------------------------------------------------------------------------- | ----------------------------------- | -------------------------------------------------- | --- | -------- |
|                                         | Schule in offener Bebauung                                                              | Alte Schulstraße 5 (Karte)          | 1893 laut Bauakte                                  | Repräsentativer zeittypischer Putzbau mit aufwändiger Fassadengliederung von baugeschichtlicher Bedeutung, als ehemalige Schule von ortshistorischer Bedeutung. Zweigeschossiger massiver Putzbau mit zweiachsigem Mittelrisalit, Dacherker und mäßig geneigtem schiefergedecktem Satteldach mit stehenden Gaupen (wohl nicht bauzeitlich), Horizontalgliederung durch Gesimse, im Erdgeschoss Fenster und Eingang rundbogenförmig, Putznutung, Obergeschoss-Fenster mit gerader Verdachung, im Traufbereich umlaufender Rosettenfries, drei Rundfenster in den Giebeldreiecken, historische zweiflügelige Haustür mit Oberlicht, heute als Bibliothek genutzt. | 09238442 |
|                                         | Wohnhaus                                                                                | Alte Schulstraße 10 (Karte)         | Anfang 18. Jahrhundert                             | Stattliches zeittypischer und regionaltypisches Fachwerk-Wohnhaus, baugeschichtlich, hausgeschichtlich und straßenbildprägend von Bedeutung. Stattlicher, zweigeschossiger, relativ lang gestreckter Bau mit Krüppelwalmdach, Erdgeschoss massiv (wohl Bruchsteinmauerwerk) mit ehemaliger Durchfahrt an der nördlichen Giebelwand (an der Rückseite noch sichtbarer Bogen), die Eingangsöffnung mit Segmentbogensturz und leicht außermittig, keine Tür- und Fenstergewände, keine Hinweise auf Umgebinde oder Fachwerk im Erdgeschoss, Fachwerk-Obergeschoss vorkragend, zur Straße sichtbar, mit profilierter Schwelle und abgerundeten Füllhölzern und Balkenköpfen, der Traufbereich analog gestaltet, die obere Riegelreihe recht hoch liegend, nur in den beiden seitlichen Feldern stockwerkshohe Streben, Dach mit breitem Hecht mit fünf Fenstern und neuer Schieferdeckung zur Straße und drei einzeln stehenden Gaupen mit Preolitschindeldeckung auf der Rückseite, die Giebelseiten sowie die Rückseite oberhalb des Erdgeschosses verschiefert, Gebäude saniert: Fachwerk überarbeitet, Tür und Fenster neu, rückwärtig eingeschossiger neuer Anbau. | 09238448 |
| Direkt Bild zu diesem Denkmal hochladen | Wohnhaus in offener Bebauung                                                            | Am Mühlgraben 7 (Karte)             | wohl 1930er Jahre                                  | Sehr kleiner authentisch erhaltener, im Heimatstil als Art Häuslerhaus errichteter Bau, baugeschichtlich von Bedeutung. Eingeschossiger Massivbau mit ausgebautem schiefergedecktem Satteldach, bauzeitliche Haustür und Fensterläden. | 09238473 |
| Direkt Bild zu diesem Denkmal hochladen | Wohnhaus in offener Bebauung                                                            | Am Mühlgraben 20 (Karte)            | um 1800                                            | Zeittypischer und regionaltypischer Fachwerk-Bau, baugeschichtlich von Bedeutung. Erdgeschoss massiv, verputztes Bruchsteinmauerwerk, intaktes Wand-Öffnungs-Verhältnis, Obergeschoss Fachwerk mit stockwerkshohen Streben, hölzernem Traufprofil, originalen Fenstergrößen. | 09238474 |
| Direkt Bild zu diesem Denkmal hochladen | Wohnhaus mit rückwärtigem Anbau in offener Bebauung                                     | Am Niederen Anger 1 (Karte)         | um 1800                                            | Zeittypischer und regionaltypischer Fachwerk-Bau, baugeschichtlich von Bedeutung. Zweigeschossiger Bau über nahezu quadratischem Grundriss (drei mal vier Achsen) mit steilem Satteldach, Erdgeschoss massiv mit kleinem Ladeneinbau (eine Tür, ein kleines Schaufenster) und zum Teil wohl nachträglich wieder verschlossenen Öffnungen, das Fachwerk-Obergeschoss an der Platzseite verputzt und an der Giebelseite verbrettert (senkrechte Verbretterung mit Deckleisten und einfachen Fensterbekleidungen), originale Öffnungsgrößen, im Traufbereich kräftiges, aus einer Bohle gearbeitetes Karniesprofil, Dach mit drei gestaffelten stehenden Gaupen und schöner Schieferdeckung, das Giebeldreieck analog dem Obergeschoss darunter verbrettert, rückwärtig gestalterisch analog angepasster Anbau (wohl Ende 19. Jahrhundert) mit bauzeitlich zweiflügeliger Tür und Fenster, die Fenster des Haupthauses jünger (DDR-Zeit). | 09238477 |
| Direkt Bild zu diesem Denkmal hochladen | Wohnhaus in offener Bebauung                                                            | Am Niederen Anger 2 (Karte)         | um 1800                                            | Zeittypischer und regionaltypischer Fachwerk-Bau, baugeschichtlich und straßenbildprägend von Bedeutung. Giebelständig zum Anger gelegenes Gebäude, das massive Erdgeschoss verputzt, Naturstein-Sohlbänke, Eingang mit Blockrahmen, an der südlichen Traufseite Blockrahmen-Fenster, westlich verbretterte Abseite, leicht vorkragendes Fachwerk-Obergeschoss, angerseitiger Giebel verschiefert (rhombenförmiger Schablonenschiefer), Westseite und Nordgiebel verbrettert, profilierte Obergeschoss-Schwelle, vorstehende Holznägel der eingezapften stockwerkshohen Eckstreben, halbrundes Traufprofil, Satteldach mit altdeutscher Schieferdeckung, zweiflügelige Haustür mit Glasfeldern und gesprosstem Oberlicht (2. Hälfte 19. Jahrhundert), aus der gleichen Zeit historischer Fensterbestand, auf der Rückseite Fensterläden, angerseitig noch Kloben vorhanden (2000). | 09238479 |
|                                         | Wohnhaus in geschlossener Bebauung in Ecklage                                           | Annaberger Straße 2 (Karte)         | um 1865                                            | Putzbau mit Ladenzone, Teil des historischen Stadtkerns und der Neubebauung der Annaberger Straße nach dem Brand von 1864, baugeschichtlich und stadtentwicklungsgeschichtlich von Bedeutung. Zweigeschossiger massiver Putzbau mit zentralem Eingang, Walmdach mit Schieferdeckung und drei breiten stehenden Gaupen (vermutlich neu), zwei große zweifach gekuppelte Ladenfenster mit verzierten gusseisernen Pfosten, Gewände und Gliederungselemente (Fensterschürzen mit gotisierenden Motiven, Traufzone, Fries zwischen erstem und zweitem Obergeschoss) Hilbersdorfer Porphyrtuff. | 09238436 |
| Direkt Bild zu diesem Denkmal hochladen | Steinbogenbrücke und Uferbefestigung                                                    | Annaberger Straße 67 (bei) (Karte)  | 19. Jahrhundert                                    | Zufahrt zur ehemaligen Hammermühle über die Zwönitz, ortsbildprägende Bedeutung. Einbogige Brücke und Uferbefestigung aus Bruchsteinmauerwerk. | 09238428 |
| Weitere Bilder                          | Signalmasten und Stellwerk auf dem Bahngelände Zwönitz, Strecke Chemnitz–Aue            | Bahnhofstraße (Karte)               | Signalmasten nach 1900                             | verkehrsgeschichtliche und technikgeschichtliche Bedeutung. Stellwerk: Klinkerbau mit holzverkleideter durchfensterter südlicher Ecke und flachem Satteldach mit Dachüberstand, Segmentbogenfenster und Tür. | 09238423 |
| Direkt Bild zu diesem Denkmal hochladen | Wohnhaus in offener Bebauung                                                            | Bahnhofstraße 69 (Karte)            | um 1905                                            | Zeittypischer Bau in unmittelbarer Nähe zum Bahnhof, Beispiel eines kleinstädtischen kaiserzeitlichen Baus, baugeschichtlich von Bedeutung. Zweigeschossiger Massivbau mit seitlichem eingeschossigem Anbau und Walmdach mit verschiedenen Dachausbauten, zum Beispiel Dacherker mit Freigespärre und Ecktürmchen in preußischem Zierfachwerk mit Glockendach, im Erdgeschoss Putznutung, Obergeschoss in rotem Klinkerverblendmauerwerk, gliedernde Gesimse und Gewände in Sandstein, Obergeschoss-Fenster korbbogenförmig mit profilierter Rahmung, großenteils bauzeitlicher Fensterbestand an Galgenfenstern, teils mit Wintervorsätzen (2000). | 09238424 |
| Direkt Bild zu diesem Denkmal hochladen | Wohnhaus in geschlossener Bebauung                                                      | Dreirosengasse 2 (Karte)            | bezeichnet 1887, im Kern eventuell älter           | Zeittypischer und regionaltypischer Putzbau, baugeschichtlich und ortsentwicklungsgeschichtlich von Bedeutung. Zweigeschossiger massiver Putzbau mit Satteldach, im Erdgeschoss mittige Tür mit gerader profilierter Verdachung und Werksteingewände, die Fenstergewände ebenfalls aus Werkstein, im rechten Bereich kleiner Ladeneinbau (wohl um 1920–30) mit einfacher Klinkerrahmung um Tür und Schaufenster, das Obergeschoss mit segmentbogig abschließenden Fensteröffnungen ohne Gewände, in der Mittelachse zweifach gekuppelte Fenster, profilierte Fensterbänke, einfach Putzschräge im Traufbereich (eventuell ursprünglich profiliert?), das Dach mit zwei wohl jüngeren Schleppgaupen mit Schieferdeckung. | 09238476 |
| Direkt Bild zu diesem Denkmal hochladen | Wohnhaus in halboffener Bebauung                                                        | Dreirosengasse 3 (Karte)            | 18. Jahrhundert                                    | Zeittypischer und regionaltypischer Fachwerk-Bau, baugeschichtlich von Bedeutung. Zweigeschossiger Bau über nahezu quadratischem Grundriss (sechs mal sieben Achsen) mit wohl jüngerer rückseitiger Erweiterung sowie mit steilem Satteldach, das als Frackdach über den Anbau weiterläuft, das Erdgeschoss massiv und verputzt mit ehemals wohl mittiger Tür (jetzt breiteres Fenster), etwa originale Fensteröffnungsgrößen ohne Gewände, das leicht vorkragende Fachwerk-Obergeschoss verbrettert und mit Fensterbekleidungsbrettern mit Zierrand, kräftiges Traufprofil mit viertelrunden Füllhölzern, Dach ohne Aufbauten, der Dreiecksgiebel und die Dachflächen mit Asbestplattendeckung. | 09238465 |
| Direkt Bild zu diesem Denkmal hochladen | Wohnhaus mit Werkstatt in halboffener Bebauung                                          | Dreirosengasse 8 (Karte)            | Anfang 18. Jahrhundert                             | Zeittypischer und regionaltypischer Fachwerk-Bau (mit Laden), baugeschichtlich und straßenbildprägend von Bedeutung. Zweigeschossiger, relativ langgestreckter Bau mit Satteldach, die Erdgeschoss- und Obergeschoss-Fenster nicht in Achsen übereinander angeordnet, das Erdgeschoss massiv und glatt verputzt und laut Auskunft früher etwa zur Hälfte Fachwerk oder Umgebinde, zum Teil Werkstein-Fenstergewände, das Fachwerk-Obergeschoss ursprünglich weiter (laut Auskunft zirka 20–30 Zentimeter) vorkragend (durch Erdgeschoss-Vormauerung verlorengegangen), die vorhandene Aufbretterung analog dem darunter erhaltenen Bestand mit Kopfbändern an den beiden Ecken und in sechs Brüstungsfeldern erhaltenen balusterartig gesägten Stielen, im mittleren Bereich ursprünglich wohl andere Fensteranordnung, kräftig profiliertes Traufgesims mit viertelrunden Füllhölzern, das Dach mit zwei jüngeren zweifenstrigen Gaupen und neuer Schieferdeckung, rückwärtig relativ großer, wohl schon älterer Anbau, Fensterbestand DDR-Zeit (2000). | 09238466 |
| Direkt Bild zu diesem Denkmal hochladen | Wohnhaus in halboffener Bebauung und Ecklage                                            | Dreirosengasse 14 (Karte)           | um 1800, Kern                                      | Zeittypischer und regionaltypischer Fachwerk-Bau, baugeschichtlich von Bedeutung. Zweigeschossiger Bau mit steilem Satteldach, Erdgeschoss massiv, neu verputzt, intaktes Wand-Öffnungs-Verhältnis, südlich eingeschossiger Anbau (Ende 19. Jahrhundert), leicht vorkragendes Fachwerk-Obergeschoss, straßenseitig neu verputzt, Giebel- und Rückseite verkleidet (Asbest), originale Fenstergrößen, an den Giebeln noch historische Fenster erhalten (2000). | 09238472 |
| Direkt Bild zu diesem Denkmal hochladen | Wohnhaus in halboffener Bebauung                                                        | Dreirosengasse 17 (Karte)           | um 1800                                            | Zeittypischer und regionaltypischer Fachwerk-Bau, baugeschichtlich und ortsentwicklungsgeschichtlich von Bedeutung. Erdgeschoss massiv verputzt, leicht vorkragendes Fachwerk-Obergeschoss, verkleidet, an der nördlichen Giebelseite teilweise massiv oder massiv vorgeblendet, Nordgiebel verkleidet, Satteldach mit Schieferdeckung, Fenster teilweise erneuert, im Erdgeschoss und Obergeschoss noch historische Galgenfenster erhalten (2000). | 09238469 |
| Direkt Bild zu diesem Denkmal hochladen | Wohnhaus in halboffener Bebauung                                                        | Dreirosengasse 22 (Karte)           | 18. Jahrhundert                                    | Zeittypischer und regionaltypischer Fachwerk-Bau, baugeschichtlich und ortsentwicklungsgeschichtlich von Bedeutung. Verputztes massives Erdgeschoss (DDR-Spritzputz), ein liegendes Fenster bzw. Fensteröffnungen teils zugesetzt, rückwärtig zweigeschossiger Anbau mit Abort, Fachwerk-Obergeschoss mit relativ hohen Fensteröffnungen, verschiefert bzw. verkleidet (Asbestplatten), Satteldach ebenfalls mit Asbestdeckung (2000). | 09238467 |
| Direkt Bild zu diesem Denkmal hochladen | Wohnhaus in halboffener Bebauung                                                        | Dreirosengasse 24 (Karte)           | 18. Jahrhundert                                    | Zeittypischer und regionaltypischer Fachwerk-Bau, baugeschichtlich und ortsentwicklungsgeschichtlich von Bedeutung. Verputztes massives Erdgeschoss, im Sockelbereich gefliest, originale Fensteröffnungen teils zugesetzt, zum Teil Werkstein Fenstergewände unter Putz oder Farbe, rückwärtig massiver Abortanbau, Fachwerk-Obergeschoss verschiefert oder verkleidet (Asbestplatten), Satteldach mit teilweise Schieferdeckung. | 09238468 |
| Direkt Bild zu diesem Denkmal hochladen | Wohnhaus in offener Bebauung                                                            | Dreirosengasse 25 (Karte)           | um 1800                                            | Zeittypischer und regionaltypischer Fachwerk-Bau, baugeschichtlich und ortsentwicklungsgeschichtlich von Bedeutung. Zweigeschossiger, relativ hoher Bau mit vier mal zwei Achsen über gedrungen rechteckigem Grundriss mit Mansarddach mit Krüppelwalm, Erdgeschoss massiv mit klassizistischen Türgewänden mit profilierter flacher Dreiecksgiebelverdachung sowie einfachen Fenstergewänden aus Hilbersdorfer Porphyrtuff, DDR-Kratzputz, Fachwerk-Obergeschoss sowie Giebel asbestplattenverkleidet mit originalen Fensteröffnungsgrößen und an der Straßenseite zum Teil veränderter Durchfensterung, das Dach mit drei gestaffelten stehenden Gaupen, historische zweiflügelige Tür mit Oberlicht, wohl Anfang 20. Jahrhundert, rückwärtig kleiner zweigeschossiger Abortanbau (wohl jünger). | 09238475 |
| Direkt Bild zu diesem Denkmal hochladen | Wohnhaus in halboffener Bebauung                                                        | Dreirosengasse 26 (Karte)           | um 1800                                            | Zeittypischer und regionaltypischer Fachwerk-Bau, baugeschichtlich und ortsentwicklungsgeschichtlich von Bedeutung. Erdgeschoss massiv, verputzt, intaktes Wand-Öffnungs-Verhältnis, Obergeschoss Fachwerk, straßenseitig und giebelseitig verkleidet, Satteldach mit langem Dachhecht, Verkleidung und Dachdeckung Asbestzementplatten. | 09238471 |
| Direkt Bild zu diesem Denkmal hochladen | Wohnhaus in halboffener Bebauung                                                        | Dreirosengasse 28 (Karte)           | um 1800                                            | Zeittypischer und regionaltypischer Fachwerk-Bau, baugeschichtlich und ortsentwicklungsgeschichtlich von Bedeutung. Erdgeschoss massiv verputzt, intaktes Wand-Öffnungs-Verhältnis, Obergeschoss Fachwerk, Südseite verschiefert, Ostseite verkleidet, Rückseite verschiefert, Satteldach wohl neu (mit Überstand am Giebel), neue Schieferdeckung. | 09238470 |
|                                         | Sieben Stadtscheunen                                                                    | Grünhainer Straße (Karte)           | 19. Jahrhundert                                    | Zeugnis der historischen Sozialstruktur der Stadt Zwönitz, Teil des historischen Stadtkerns. Reihung von sieben massiven Putzbauten, zum Teil Ziegel-, größtenteils Bruchsteinmauerwerk, verputzt, mit unterschiedlich gedeckten Satteldächern, westliche Scheune mit Natursteingewänden und segmentbogenförmigen Wandöffnungen, teils Holztüren und Holztore oder Schiebetore, heute überwiegend als Garagen genutzt. | 09238430 |
| Direkt Bild zu diesem Denkmal hochladen | Wohnhaus in offener Bebauung                                                            | Grünhainer Straße 4 (Karte)         | 1. Hälfte 19. Jahrhundert                          | Regionaltypischer Fachwerk-Bau, baugeschichtlich von Bedeutung. Erdgeschoss massiv, verputzt, Obergeschoss Fachwerk, allseitig verkleidet mit Asbestzementplatten, Satteldach mit altdeutscher Schieferdeckung, originaler Bestand an Galgenfenstern, auch im Obergeschoss mit Wintervorsatz (2000). | 09238429 |
| Direkt Bild zu diesem Denkmal hochladen | Wohnhaus in offener Bebauung, mit Einfriedung                                           | Grünhainer Straße 16 (Karte)        | 1902, laut Auskunft                                | Beispiel eines städtisch geprägten Wohnhauses, baugeschichtlich und ortsentwicklungsgeschichtlich von Bedeutung. Zweigeschossiger massiver Putzbau mit Satteldach, Dachüberstand und drei stehende Gaupen, gesägte Windbretter am Ortgang, profilierte Kunststeingewände, im ersten Obergeschoss gerade Fensterverdachungen und Sohlbänke auf Konsölchen, originale Galgenfenster mit Wintervorsatz (2000) Einfriedung: Schmiedeeiserner Zaun und gemauerte Torpfeiler mit Kugelaufsatz. | 09238431 |
| Direkt Bild zu diesem Denkmal hochladen | Gedenktafel für die im Ersten Weltkrieg gefallenen Mitglieder des Zwönitzer Turnvereins | Heinrich-Heine-Straße 10 (Karte)    | nach 1918                                          | Ortshistorische Bedeutung. Drei Sandsteintafeln in der Fassade der Turnhalle in sparsamer architektonischer Rahmung. | 09238426 |
| Weitere Bilder                          | Trinitatiskirche und Kirchhof Zwönitz                                                   | Kirchstraße 1 (Karte)               | 1688–1692                                          | Barocke Saalkirche mit Nordturm, ortshistorische, baugeschichtliche sowie künstlerische Bedeutung. Einzeldenkmale der Sachgesamtheit: Kirche (mit Ausstattung), Aufbahrungshalle, Erbbegräbnisse Trommler, Grabmal Teumer, Denkmal für die Gefallenen des Ersten Weltkrieges sowie Lutherstein (siehe auch Sachgesamtheit 09305275). - Kirche, Friedhofskapelle: Kleine Halle in gelbem Klinkerverblendmauerwerk auf Sandsteinquadersockel mit Satteldach, rückseitig Anbau, die Fensteröffnungen rundbogig, die Tür korbbogenförmig, darüber Rundfenster, profilierte Gewände, sparsame Gliederung durch Ecklisenen und Bänder, profiliertes Traufgesims, alles Sandstein, Giebelspitze mit halbrundem Aufsatz und Kreuz, - Erbbegräbnisse: Klassizistisches Grabmal Teumer, siehe Dehio-Text, Grabmal Trommler, repräsentative, terrassenartige Grabanlage aus Muschelkalk, mit Zugang über eine Freitreppe, an der Rückwand Inschrifttafeln und profilierte Rahmung mit umlaufenden Relief musizierender Kinderfiguren. - Kriegerdenkmal Erster Weltkrieg: Zirka 2,50 Meter hoher Granitobelisk mit kräftiger Eckquaderung und Kugelaufsatz. - OdF-Gedenkstätte St. Trinitatis-Friedhof, in einem Gemeinschaftsgrab ruhen: ein Sowjetbürger, ein Grieche, ein Pole und ein unbekanntes jüdisches Mädchen. - Grabstein mit Namen und Daten. errichtet: Erster – 1941/42 und zweiter – 1972 | 09238449 |
| Weitere Bilder                          | Sachgesamtheit Trinitatiskirche und Kirchhof Zwönitz                                    | Kirchstraße 1 (Karte)               | 1688–1692 (Kirche)                                 | Barocke Saalkirche mit Nordturm, ortshistorische, baugeschichtliche sowie künstlerische Bedeutung. Sachgesamtheit mit folgenden Einzeldenkmalen: Kirche (mit Ausstattung), Aufbahrungshalle, Erbbegräbnisse Trommler, Grabmal Teumer, Denkmal für die Gefallenen des Ersten Weltkrieges und Lutherstein (siehe Einzeldenkmal 09238449), Luthereiche und südliche Friedhofserweiterung mit Lindenallee (Gartendenkmale) sowie Kirchhof, Erbbegräbnisse entlang der Einfriedungsmauer und Friedhof als Sachgesamtheitsteile. Beschreibung siehe oben. | 09305275 |
| Direkt Bild zu diesem Denkmal hochladen | Wohnhaus in offener Bebauung                                                            | Kirchstraße 3 (Karte)               | wohl um 1800                                       | Zeittypischer und regionaltypischer Fachwerk-Bau, baugeschichtlich und straßenbildprägend von Bedeutung. Zweigeschossiger, neben der Kirche befindlicher Bau mit vier mal sechs Fensterachsen, steilem Satteldach und mit jüngerem rückwärtigen Anbau, das massive Erdgeschoss mit überstrichenen werksteinernen Fenstergewänden und geputzter Fasche seitlich der Tür, über dieser der alte Sturz erhalten, der Spritzputz aus DDR-Zeit, das Fachwerk-Obergeschoss sowie die Giebeldreiecke des Daches mit originalen Fensteröffnungsgrößen und mit Asbestplattenverkleidung, das Dach mit zwei einzeln stehenden Gaupen auf der Straßenseite und mit wohl künstlicher Schieferdeckung, die Eingangstür um 1930, nur ein im westlichen Giebeldreieck und drei im östlichen Giebeldreieck erhaltene Kreuzstockfenster, alle übrigen Fenster nach 1990. | 09238446 |
| Direkt Bild zu diesem Denkmal hochladen | Wohnhaus in offener Bebauung                                                            | Kirchstraße 5 (Karte)               | um 1800                                            | Zeittypischer und regionaltypischer Fachwerk-Bau, baugeschichtlich von Bedeutung. Erdgeschoss massiv (neu verputzt und isolierverkleidet), Obergeschoss Fachwerk verschiefert, Satteldach mit Schieferdeckung und zwei nicht denkmalgemäßen Gaupen, kräftig profiliertes, bohlenstarkes Traufbrett. | 09238444 |
| Direkt Bild zu diesem Denkmal hochladen | Wohnhaus in halboffener Bebauung                                                        | Kirchstraße 9 (Karte)               | um 1700                                            | Ehemalige Lateinschule, Obergeschoss Fachwerk, baugeschichtlich und ortsgeschichtlich von Bedeutung. Erdgeschoss teils massiv und verputzt, teils Fachwerk mit K-Streben, die an den Stielen jeweils am Brust- und Kopfriegel enden, Segmentbogeneingang mit Blockrahmen, schöne zweiflügelige geschnitzte Tür mit strahlenförmig gesprosstem Oberlicht, Obergeschoss strebenloses Fachwerk, Westseite verschiefert, kannelurartige Profilierung der Obergeschoss Schwelle, Füllhölzer und Balkenköpfe, kräftig profilierter Traufbereich, Satteldach mit Schieferdeckung und drei stehenden Gaupen. | 09238443 |
| Direkt Bild zu diesem Denkmal hochladen | Wohnhaus in offener Bebauung                                                            | Kühnhaider Straße 11 (Karte)        | um 1750                                            | Zeittypischer und regionaltypischer Fachwerk-Bau, baugeschichtlich von Bedeutung. Erdgeschoss massiv, an der östlichen Giebelseite im Bereich der Stube Fachwerk mit sichtbaren Blattsassen, das heißt Erdgeschoss wohl ehemals Umgebinde und später massiv unterfahren, Obergeschoss Fachwerk verschiefert, Straßenseite verbrettert mit gesägter Fensterrahmung, Traufbereich mit halbrunden Füllhölzern, hohes Krüppelwalmdach mit Asbestzementdeckung. | 09238451 |
| Direkt Bild zu diesem Denkmal hochladen | Wohnhaus in geschlossener Bebauung                                                      | Lange Gasse 6 (Karte)               | um 1880                                            | Zeittypischer Putzbau mit Laden aus der Phase der gründerzeitlichen Überformung des Ortes, baugeschichtlich und ortsentwicklungsgeschichtlich von Bedeutung. Zweigeschossiger massiver Putzbau mit zentralem Rundbogeneingang mit sparsamer architektonischer Rahmung, zu dessen beiden Seiten Läden, Zugänge über Granitstufen und Rahmung der Ladeneingänge durch gusseiserne Säulen, profiliertes Gurtgesims, über dem Eingang zweifach gekuppeltes Fenster und Dreiecksgiebel im Dachbereich, Satteldach mit zwei stehenden Gaupen, Preolitschindeldeckung, bauzeitliche zweiflügelige Eingangstür mit gesprosstem Oberlicht und sechs Feldern. | 09238492 |
| Direkt Bild zu diesem Denkmal hochladen | Wohnhaus in geschlossener Bebauung                                                      | Lange Gasse 13 (Karte)              | Ende 19. Jahrhundert                               | Zeittypischer Putzbau mit Laden und ausgewogener Fassadengliederung, baugeschichtlich und ortsentwicklungsgeschichtlich von Bedeutung. Dreigeschossiger massiver Putzbau mit acht Achsen und mäßig geneigtem Satteldach, das Erdgeschoss mit mittig großem, etwas eingezogenen Eingang, mit breiter und aufwendig gestalteter historistischer Eingangstür mit Neurenaissance-Ornamenten (ein breiter mittlerer Flügel und zwei seitlich feststehende Flügel, Oberlicht und Zierfenstergitter) und seitlich davor jeweils einem Geschäft mit Eingang und Doppelschaufenster mit gusseiserner ornamentaler Mittelstütze, Werkstein-Fenster- und -Türgewänden mit einfacher Randkante, der Putz waagerecht genutet und zwischen glatter und rauer Oberfläche wechselnd, das erste Obergeschoss mit Putznutung in Quaderform, geraden Fensterverdachungen und einfachen Brüstungsspiegeln, das zweite Obergeschoss glatt geputzt, die Fenster mit Segmentbogenabschlüssen und Putznutungsrahmung, profiliertes Traufgesims. | 09238496 |
| Direkt Bild zu diesem Denkmal hochladen | Wohnhaus in geschlossener Bebauung                                                      | Lange Gasse 16 (Karte)              | um 1900                                            | Stattliche Fassade in Klinkermischbauweise, Teil der geschlossenen kaiserzeitlichen Bebauung der Geschäftsstraße, baugeschichtlich und ortsentwicklungsgeschichtlich von Bedeutung. Dreigeschossiger massiver Bau mit acht Fensterachsen, gemauertem Drempel und ausgebautem Mansarddach mit acht in den Achsen stehenden Gaupen und Ladeneinbau, das Erdgeschoss in erhaltener originaler Gestaltung mit Ladeneinbau im linken Bereich (zwei Schaufenster mit zwischen gusseisernen Säulen liegendem Eingang), vier anschließenden Rundbogenfenstern und Hauseingangstür in der rechten Achse sowie originaler Putznutung und profilierten Gesimsen im Brüstungsbereich und über den Fenstergewänden, die wohl kunststeinernen Fenstergewände profiliert, beide Obergeschosse mit einfachem Klinkerverblendmauerwerk, profilierten Gesimsen jeweils in Brüstungshöhe und gründerzeitlich geschmückten, wohl kunststeinernen Fenstergewänden, die beiden jeweils seitlichen im ersten Obergeschoss durch eingestellte Baluster im Brüstungsbereich und Dreiecksgiebelverdachungen und im zweiten Obergeschoss mit aufwändiger ornamentierten Stürzen betont, profiliertes Traufgesims, die Gaupen mit ebenfalls wohl kunststeinernen Fenstergewänden mit seitlichen Voluten und halbrunden geschmückten oder mit profilierten Dreiecksgiebelverdachungen, Schieferdachdeckung. | 09238486 |
| Direkt Bild zu diesem Denkmal hochladen | Wohnhaus in offener Bebauung                                                            | Lößnitzer Straße 9 (Karte)          | um 1800                                            | Zeittypischer und regionaltypischer Fachwerk-Bau, baugeschichtlich von Bedeutung. Erdgeschoss massiv und verputzt, Ladeneinbau unter Veränderung der ursprünglichen Erdgeschoss-Fassadenstruktur, Obergeschoss einriegeliges Fachwerk mit stockwerkshohen Eckstreben, Giebelverschieferung, Satteldach mit Schieferdeckung und drei stehenden Gaupen. | 09238460 |
| Direkt Bild zu diesem Denkmal hochladen | Wohnhaus (ohne Anbau) in halboffener Bebauung                                           | Lößnitzer Straße 12 (Karte)         | um 1800                                            | Zeittypischer und regionaltypischer Fachwerk-Bau, baugeschichtlich von Bedeutung. Erdgeschoss massiv und verputzt, mit drei liegenden Fenstern, Obergeschoss zweiriegeliges Fachwerk mit stockwerkshohen Eckstreben, Nordgiebel verkleidet und mit Taubenschlag, Rückseite verschiefert, steiles Satteldach mit Asbestplattendeckung. | 09238462 |
| Direkt Bild zu diesem Denkmal hochladen | Wohnhaus in offener Bebauung                                                            | Lößnitzer Straße 20 (Karte)         | 1. Hälfte 19. Jahrhundert                          | Zeittypischer und regionaltypischer Fachwerk-Bau, baugeschichtlich von Bedeutung. Erdgeschoss massiv und verputzt, Natursteingewände, Obergeschoss zweiriegeliges Fachwerk mit stockwerkshohen Eckstreben, Fachwerk teils verschiefert oder verkleidet, Satteldach mit Asbestplattendeckung. | 09238458 |
| Direkt Bild zu diesem Denkmal hochladen | Wohnhaus in offener Bebauung                                                            | Lößnitzer Straße 27 (Karte)         | im Kern wohl um 1800                               | Zeittypischer und regionaltypischer Fachwerk-Bau, baugeschichtlich von Bedeutung. Erdgeschoss massiv und verputzt, ein liegendes Fenster, Natursteingewände aus Hilbersdorfer Porphyrtuff, verputzt, Abortanbau an der Ostseite, leicht vorkragendes Fachwerk-Obergeschoss, allseitig verkleidet, Satteldach, im Erdgeschoss originale Galgenfenster, im Giebel ein historisches Fenster mit Sechser-Teilung (2000). | 09238453 |
| Weitere Bilder                          | Postmeilensäule                                                                         | Markt (Karte)                       | bezeichnet 1727                                    | Kopie einer Distanzsäule, verkehrshistorische Bedeutung. Kopie einer Kursächsischen Distanzsäule bezeichnet 1727, aus Pirnaer Elbsandstein, Sockel aus Granit, fast vier Meter hoch, an dominanter Stelle auf dem Marktplatz, in der typischen Form (mit Entfernungsangaben beschrifteter) Obelisk auf Sockel, mit Wappenstück sowie „AR“- Monogramm und Posthornzeichen. Das Fundament wurde aus Granit angefertigt. Die Säule wurde mehrfach restauriert, 1970 Wappenstück aus Sandstein erneuert. | 09238493 |
| Weitere Bilder                          | Gasthaus in Ecklage „Hotel Roß“                                                         | Markt 1 (Karte)                     | im Kern um 1700                                    | Überaus stattlicher zeittypischer und regionaltypischer Fachwerk-Bau mit Überformungen im Sinne des Heimatschutz-Stils, von baugeschichtlicher, städtebaulicher und ortsgeschichtlicher Bedeutung, Teil der historischen Marktbebauung. Erdgeschoss massiv, Reibeputz, Türgewände in Rochlitzer Porphyrtuff mit gerader Verdachung, Fenstergewände Kunststein, neben dem Eingang Steinbank, an der Langen Straße Eingang und Tordurchfahrt auf Porphyrtuffquadern, Tor mit Schlussstein bezeichnet „1543 PB 1941“, darüber Loggia mit profilierter Schwelle und Balkenköpfen sowie gedrechselten Balustern, Obergeschoss Fachwerk mit stockwerkshohen Eckstreben und mit geschweiften Andreaskreuzen, dieses Motiv auch über der Loggia, Mansardwalmdach mit altdeutscher Schieferdeckung, Wetterfahne, profilierter Traufbereich (Karniesprofil), Fensterbestand (Sechser-Teilung mit profiliertem Querholz), originaler Türbestand, Fensterläden (diagonal genutet), Gaststube mit originaler Ausstattung wie Bleiglasfenster mit heimattümlichen Motiven, Topfkachelofen, Lampen, Gestühl, im Fehlboden noch original Gebälk aus dem 16. Jahrhundert, Anbau mit Tordurchfahrt und Innenausstattung vom Architekten Paul Beckert, 1941, Figur „Springendes Ross“ über dem Eingang (Metallguss) von Georg Türke, zirka 1935. | 09238488 |
| Direkt Bild zu diesem Denkmal hochladen | Wohnhaus in halboffener Bebauung                                                        | Markt 3 (Karte)                     | 2. Hälfte 18. Jahrhundert, im Kern eventuell älter | Barocker Putzbau als Teil der historischen Marktbebauung, baugeschichtlich von Bedeutung. Stattlicher, aus schiefrigem Bruchstein errichteter massiver Putzbau mit 8×4 Fensterachsen über gedrungen rechteckigem Grundriss sowie mit hohem Mansarddach, die marktseitige Fassade mit flachem zweiachsigem Mittelrisalit, mittig darin befindlicher breiter Türöffnung mit profiliertem, geohrtem Werksteingewände mit Segmentbogensturz und Schlusssteinmotiv, durch einfache, seitliche Putzlisenen und flaches Putzband zwischen den Geschossen gegliedert, kräftig profiliertes barockes Traufgesims (im Bereich des Mittelrisalits verkröpft), sämtliche Fenster mit einfachen Werkstein-Fenstergewänden, der grünliche Edelputz wohl aus den 20er oder 30er Jahren, das Dach mit fünf stehenden Gaupen in gestaffelter Anordnung und mit altdeutscher Schieferdeckung, die Giebel und Rückseite mit kleinem Anbau (Abort?) schlichter, ohne Gliederungen, das Türgewände aus Granit, die Fenstergewände zum Teil Granit, Rochlitzer und Hilbersdorfer Porphyrtuff, zweiflügelige gründerzeitliche Eingangstür, Fensterbestand wohl Mitte 20. Jahrhundert, in den als Verkaufsräumen genutzten Erdgeschoss-Räumen Sterngewölbe (rechts des Eingangs), Kreuzgratgewölbe mit Gurtbögen (mittlerer Bereich – Flur) und Resten einer barocken Stuckdecke mit umlaufendem Profil und Spiegelrahmung (links des Eingangs). | 09238485 |
| Weitere Bilder                          | Wohnhaus in offener Bebauung                                                            | Markt 4 (Karte)                     | wohl um 1800                                       | Zeittypischer und regionaltypischer Fachwerk-Bau, Teil der historischen Marktbebauung, baugeschichtlich von Bedeutung. Zweigeschossiger, relativ breitgelagerter (soweit ersichtlich insgesamt weitgehend der originalen Substanz beraubter) Bau mit steilem Satteldach und nicht in Achsen angeordneten Fensteröffnungen, das Erdgeschoss massives Bruchsteinmauerwerk mit jüngeren Ergänzungen in Ziegel, die Fensteröffnungen in etwa originaler Größe, jedoch sicherlich mehrfach versetzt/verändert, zurzeit ohne Putz, das Obergeschoss wohl in Fachwerk unter kürzlich aufgebrachter Dämmung mit allseitiger Verschieferung, originale Fensteröffnungsgrößen (teilweise wohl veränderte Lage), das Dach mit wohl erst jüngeren stehenden Gaupen sowie mit neuer Schieferdeckung, die Giebeldreiecke ebenfalls verschiefert. | 09238483 |
|                                         | Wohnhaus in offener Bebauung                                                            | Markt 5 (Karte)                     | bezeichnet 1848                                    | Stattlicher zeittypischer und regionaltypischer Fachwerk-Bau, baugeschichtlich und straßenbildprägend von Bedeutung. Gebäude wurde nach Sanierung stark geglättet (Gefache mit aufgeputzten „Kissen“), verputztes massives Erdgeschoss mit Fenster- und Türgewänden aus Hilbersdorfer Porphyrtuff, Segmentbogentür mit Schlusssteinmotiv, Obergeschoss auf Erdgeschoss rückspringend, Fachwerk zweiriegelig ohne Streben, kräftig profilierter Traufbereich, zum Vollgeschoss auf der Marktseite ausgebautes Satteldach und Dacherker mit Halbrundfenster, gesamt verschiefert (Schablonenschieferplatten) und Schieferdachdeckung, originale zweiflügelige Haustür mit Oberlicht. | 09238487 |
| Weitere Bilder                          | Rathaus                                                                                 | Markt 6 (Karte)                     | 1878, laut Chronik                                 | Stattlicher zeittypischer Bau mit symmetrischer Fassade im Rundbogenstil, baugeschichtlich, ortsgeschichtlich und ortsbildprägend von Bedeutung. In klassizistischen Formen errichteter dreigeschossiger massiver Putzbau mit hohem Sockelgeschoss, mäßig geneigtem Satteldach und mittig aufgesetztem Dachreiter mit Laterne, Uhr und Knauf mit Wetterfahne, im Sockelgeschoss Segmentbogenfensteröffnungen, die übrigen Fenster sowie der Eingang sämtlich mit Rundbogenöffnungen, Fassadengliederung durch Lisenen, über die gesamte Fassade angeordnete Putznutung sowie durch Gesimse über den Sockel, über das Erdgeschoss und im Traufbereich, der mittlere Bereich durch eine Aufmauerung, den Dachreiter und drei Fenster im obersten Geschoss betont, in den einfachen Putzspiegeln des ersten Obergeschosses die farbig angelegten Wappen der Ortsteile, im mittleren Bereich der Schriftzug „Rathaus“ und ein über dem ersten Obergeschoss befindliches Stadtwappen, das Dach und der Dachreiter mit neuer Schieferdeckung, Türen und Fenster neu, in Anlehnung an die Originale gegliedert, soweit ersichtlich im Innern kaum historische Substanz erhalten. | 09238484 |
| Weitere Bilder                          | Gasthof und zwei Nebengebäude                                                           | Markt 8 (Karte)                     | bezeichnet 1632, Türsturz                          | Ältester Gasthof der Stadt, Teil der historischen Marktbebauung, baugeschichtlich und ortsgeschichtlich von Bedeutung. Zweigeschossiger massiver Putzbau mit Mansarddach und gestaffelt stehenden Gaupen, Natursteinportal mit Giebelverdachung, Schlussstein, Zahnschnitt und Sternrelief, profilierte Fenstergewände, rechts mit Vorhangbogenmotiv (um 1900), Fassade geglättet, hofseitiger Treppenhausanbau in Fachwerk mit verschiefertem Obergeschoss, Dachdeckung Schiefer, ohne historische Fenster und Tür bis auf zwei Galgenfenster mit Wintervorsatz, angebaute Wirtschaftsgebäude massive Putzbauten mit Preolitschindeldeckung (wohl um 1850). | 09238440 |
| Weitere Bilder                          | Wohnhaus in halboffener Bebauung                                                        | Markt 9 (Karte)                     | wohl 18. Jahrhundert                               | Zeittypischer und regionaltypischer Fachwerk-Bau, Teil der historischen Marktbebauung, baugeschichtlich und platzbildprägend von Bedeutung. Zweigeschossiger, relativ breit gelagerter und tiefer Bau mit Krüppelwalmdach, Erdgeschoss massiv mit wohl weitgehend originalen Fensteröffnungsgrößen, einem Schaufenstereinbau und neuer Türöffnung, der Putz nach 1990, Obergeschoss auf wohl erhaltenem Fachwerk Aufbretterung, zum Markt strebenlos, an der Giebelseite zur Kirchstraße stockwerkshohe Streben, halbrund abschließende Gaupen mit Schieferbekleidung oder -deckung, Tür- und Fensterbestand (außen) neu (um 1990). | 09238447 |
|                                         | Wohnhaus in geschlossener Bebauung                                                      | Markt 10 (Karte)                    | um 1700                                            | Authentisch erhaltener zeittypischer und regionaltypischer Fachwerk-Bau, Teil der historischen Marktbebauung, baugeschichtlich von Bedeutung. Zweigeschossiger Bau mit Satteldach und langem hohen Dachhecht, Erdgeschoss unverputztes Bruchsteinmauerwerk, Korbbogentür mit aufgeputztem Gewände, Segmentbogenfenster und drei Rechteckfenster mit Blockrahmen, Obergeschoss einriegeliges Fachwerk, vorkragend und mit profilierter Schwelle, Balkenköpfen und halbrunden Füllhölzern, eingezapften K-Streben und stark profilierter Holztraufe, auf der Rückseite Fachwerk mit langen Streben über zwei mal zwei Gefache, zweifach gekuppelte Rechteckfenster, historische Tür und Laubengang, Dachstuhl: Sparrendach mit einfach stehendem Stuhl und seitlichen Abhängungen parallel zu den Sparren, zweiflügelige Haustür mit Oberlicht, historischer Fensterbestand, Dachfenster noch mit mundgeblasenem Glas. | 09238441 |
| Direkt Bild zu diesem Denkmal hochladen | Wohnhaus in Ecklage in geschlossener Bebauung                                           | Markt 12 (Karte)                    | 2. Hälfte 19. Jahrhundert                          | Zeittypischer Putzbau, baugeschichtlich und ortsentwicklungsgeschichtlich von Bedeutung. Zweigeschossiger massiver Putzbau (fünf mal sieben Achsen) mit Drempel und mäßig geneigtem Satteldach, an beiden Seiten jeweils unter dem mittleren Fenster wohl originale Eingänge, an das Nachbarhaus Schulstraße 2 angrenzend originale Einfahrt, im Eckbereich zwei wohl nachträgliche Schaufensteröffnungen, alle Erdgeschoss-Öffnungen mit Segmentbogenstürzen, Fassadengliederung durch profilierte Gesimse zwischen den Geschossen und im Traufbereich, Obergeschoss Fenster mit profilierten Fensterrahmungen, geraden Verdachungen mit einfachen Spiegelrahmungen im Brüstungsbereich, zwei mal drei wohl jüngere Gaupen, Gebäude saniert, alle Türen und Fenster jünger, das Tor wohl um 1900, hellgrüne klassizistische Farbigkeit. | 09238445 |
| Direkt Bild zu diesem Denkmal hochladen | Wohnhaus in halboffener Bebauung und Ecklage, mit Einfriedung                           | Mühlberg 1 (Karte)                  | bezeichnet 1896                                    | Zeittypischer Putzbau mit Laden, Teil der kaiserzeitlichen Geschäftsstraßenbebauung, baugeschichtlich und ortsentwicklungsgeschichtlich von Bedeutung. Zweigeschossiger Massivbau auf Bruchsteinsockel mit dreigeschossigem übergiebelten Eckrisalit mit verbrochener Ecke, Putznutung im Erdgeschoss, Sandsteingewände und Gurtgesims aus Sandstein, Obergeschoss mit Verblendklinkern, Fenster segmentbogenförmig mit gelbem Klinkerband überfangen, am Risalit Segmentbogen- oder Dreiecksgiebelverdachung, Risalitgiebel mit Sandsteinvoluten und Knäufen. | 09238495 |
|                                         | Wohnhaus in offener Bebauung                                                            | Mühlstraße 2 (Karte)                | um 1800                                            | Zeittypischer und regionaltypischer Fachwerk-Bau, Teil der historischen Marktbebauung, baugeschichtlich von Bedeutung. Langgestreckter Baukörper von zehn mal vier Achsen mit hohem Satteldach, verputztes massives Erdgeschoss (1990er Jahre), Obergeschoss zweiriegeliges Fachwerk mit stockwerkshohen Streben, Giebel verschiefert, profilierter Traufbereich (Karniesprofil), Dach in altdeutscher Schieferdeckung, auf der Nordseite drei stehende Gaupen, Fenster im Erdgeschoss denkmalgerecht erneuert. | 09238490 |
| Direkt Bild zu diesem Denkmal hochladen | Wohnhaus in offener Bebauung                                                            | Mühlstraße 6 (Karte)                | 1. Hälfte 19. Jahrhundert                          | Zeittypischer und regionaltypischer Fachwerk-Bau, baugeschichtlich von Bedeutung. Gelegen im Mündungsbereich zweier Straßen, verputztes massives Erdgeschoss, Fenstergrößen geringfügig vergrößert, Obergeschoss Fachwerk, straßenseitig verbrettert mit Brettrahmung der Fensteröffnungen, Giebel verkleidet, Krüppelwalmdach mit altdeutscher Schieferdeckung, Fenster wohl zum Teil 1930er Jahre, verbunden mit Haus Nummer 8 durch eine Holzpforte. | 09238480 |
| Direkt Bild zu diesem Denkmal hochladen | Wohnhaus in offener Bebauung in Ecklage                                                 | Rathausstraße 7 (Karte)             | um 1900                                            | Gründerzeitlicher Putzbau, baugeschichtlich und ortsentwicklungsgeschichtlich von Bedeutung. Zweigeschossiger, massiver Putzbau auf Porphyrtuff-Bruchstein-Sockel mit Eckrisalit mit verbrochener Ecke, Sockelgesims, profilierte Kunststeingewände mit Schlusssteinmotiv, Gurt- und Traufgesims, im ersten Obergeschoss gerade Fensterverdachung, am Risalit Dreiecksgiebelverdachungen und Putzrelief (Stuck?), Satteldach mit stehenden Gaupen und Pyramidendach über dem Risalit, zweiflügelige Haustür mit Oberlicht und vergitterten Glasfeldern, Zugang über Granitstufen. | 09238481 |
| Direkt Bild zu diesem Denkmal hochladen | Sühnekreuz                                                                              | Rathausstraße 11 (neben) (Karte)    | 1200/1500, wohl spätmittelalterlich                | Ortshistorische Bedeutung. Granitkreuz ohne Inschrift. | 09238489 |
| Direkt Bild zu diesem Denkmal hochladen | Wohnhaus in offener Bebauung                                                            | Rathausstraße 12 (Karte)            | um 1800                                            | Zeittypischer und regionaltypischer Fachwerk-Bau, baugeschichtlich von Bedeutung. Verputztes massives Erdgeschoss mit zwei liegenden Fenstern und rückwärtiger Abseite, Obergeschoss Fachwerk, aufgebrettert, Straßenseite verschiefert, profilierter Traufbereich, Satteldach mit Falzziegeldeckung und Schieferdeckung auf der Straßenseite. | 09238482 |
| Weitere Bilder                          | Kirche                                                                                  | Robert-Koch-Straße 1 (Karte)        | 1927                                               | Putzbau mit Einflüssen des Expressionismus, baugeschichtliche und ortsgeschichtliche Bedeutung. Methodistische Kirche: Saalkirche mit originaler Empore und originalem Gestühl, Spitzbogenfenster, Krüppelwalmdach, Eingangshäuschen mit ovalem Farbglasfenster (Christus). | 09247709 |
| Direkt Bild zu diesem Denkmal hochladen | Armenhaus                                                                               | Untere Annaberger Straße 37 (Karte) | 18. Jahrhundert, im Kern älter                     | Als ehemaliges Hospital, Obergeschoss Fachwerk, baugeschichtlich, sozialgeschichtlich und ortsgeschichtlich von Bedeutung. Massives, verputztes Erdgeschoss aus Bruchsteinmauerwerk, teilweise veränderte Fenstergrößen (liegende Fenster), zum Teil Fenstergewände aus schiefrigem Gestein, ein Blockrahmenfenster, Obergeschoss zweiriegeliges Fachwerk mit stockwerkshohen Streben, auf der Rückseite Oberlaube, profilierter hölzerner Traufbereich, hohes Walmdach mit Schieferdeckung und stehenden Gaupen. Das Haus ist in desolatem Zustand (2016), unter anderem ist das Dach undicht. | 09238435 |
| Direkt Bild zu diesem Denkmal hochladen | Wohnhaus mit Einfriedung und Garten                                                     | von-Otto-Straße 23 (Karte)          | um 1928 laut Bauakte                               | Einfamilien-Wohnhaus des Fabrikanten O. Paul Neukirchner, authentisch erhaltener villenartiger Bau im traditionellen, zeittypischen Stil nach Entwurf des Chemnitzer Architekten Curt am Ende, baugeschichtliche Bedeutung. Zweigeschossiger massiver Putzbau über rechteckigem Grundriss auf Bruchsteinsockel mit schiefergedecktem und durch Gaupen ausgebautem Walmdach, an der Nordseite Rundbogeneingang mit Scheitelstein sowie halbrunder Treppenhausanbau, an der südöstlichen und südwestlichen Gebäudeecke Standerker mit Pyramidendach, Terrasse zum Garten, Tür- und Fenstergewände in Rochlitzer Porphyrtuff, historischer Bestand an zeittypischen Fenstern (unter anderem Kastenfenstern und an den Erkern Hebefenster) und Türen erhalten, weiterhin Holzfensterläden mit Lamellen, schmiedeeiserne Vergitterung und Geländer, im Garten Plastik eines Putto, zeittypischer Holzlattenzaun mit gemauerten Pfeilern und Sockel in Bruchstein. | 09238427 |
| Direkt Bild zu diesem Denkmal hochladen | Villa mit Villengarten, Springbrunnen, Pavillon, Pergola, Toreinfahrt und Einfriedung   | Wiesenstraße 4 (Karte)              | bezeichnet 1935                                    | Villa des Schuhfabrikanten Ernst Trommler, authentisch erhaltener, zeittypischer Bau im Heimatstil nach Entwürfen des Dresdener Architekturbüros Lossow & Kühne, ortshistorische und baugeschichtliche Bedeutung. - Zweigeschossiger massiver Putzbau auf winkeligem Grundriss mit steilem, traufseitig weit überstehendem schiefergedecktem Satteldach (stehende Gaupen nicht bauzeitlich), giebelseitiger Eingangsbereich und Tordurchfahrt zum Hof als eine Art Torhäuschen, daran anschließend die ehemalige Gärtnerwohnung, auf der gegenüberliegenden Giebelseite des Wohnhauses anschließende Pergola mit Pavillon, diese beiderseits an das Wohnhaus anschließenden Flügel auf gekrümmtem Grundriss, - Auf der Südseite des Wohnhauses vom Salon aus zugängliche Terrasse, darüber Balkon, südwestliche Gebäudeecke mit Sitzbank, durchfenstert und mit figürlicher Plastik (Sandstein) geschmückt (zwei trommelnde Kinder), segmentbogenförmige Eingänge mit profiliertem Sandsteingewänden, Putz original, Fenster ursprünglich mit Klapp- oder Rollläden versehen, auf der Rückseite originale Vergitterung, - Baufeste Innenausstattung wie Treppengeländer, Türen, Fenster, Kamin, Stuck, Fußbodenfliesen, Einbauschränke und „Tinkerstübchen“ im Keller erhalten, - Gartenpavillon: Massiv und verputzt, auf Bruchsteinsockel mit kegelförmigen schiefergedeckten Dach, angrenzender Springbrunnen mit Sandsteinplastik eines Schuhe tragenden Knaben. - Toreinfahrt: Aus steinsichtigem Bruchsteinmauerwerk, Buchenheckeneinfriedung. | 09238425 |

## Brünlos
| Bild                                    | Bezeichnung                                                               | Lage                                 | Datierung                              | Beschreibung | ID       |
| --------------------------------------- | ------------------------------------------------------------------------- | ------------------------------------ | -------------------------------------- | --- | -------- |
| Direkt Bild zu diesem Denkmal hochladen | Scheune eines Vierseithofes                                               | Alte Dorfchemnitzer Straße 7 (Karte) | wohl 18. Jahrhundert                   | Eine der ältesten Scheunen des Ortes, zeit- und landschaftstypischer Bau in bildprägender Lage am Eisenweg, Teil der alten Ortsstruktur, baugeschichtlich von Bedeutung. Dreizonige Durchfahrtsscheune in verbretterter Fachwerk-Konstruktion mit steilem Satteldach und relativ weit Vortragenden Giebeldreiecken, Giebel verschiefert. | 09238105 |
| Direkt Bild zu diesem Denkmal hochladen | Meilenstein                                                               | Alte Stollberger Straße (Karte)      | 19. Jahrhundert (Meilenstein)          | Mit späteren Kilometerangaben, verkehrsgeschichtliche Bedeutung. An Wegekreuzung, zirka 1,3 Meter hoher Sandsteinblock auf gleichseitig dreieckigem Grundriss mit zirka 40 Zentimeter Kantenlänge, an allen drei Seiten eingemeißelte Schrift (Orte mit Entfernungsangaben), die drei Seitenflächen mit rundbogigem oberen Abschluss und leicht eingetiefter Fondfläche. | 09238099 |
| Direkt Bild zu diesem Denkmal hochladen | Seitengebäude eines ehemaligen Vierseithofes                              | Alte Stollberger Straße 6 (Karte)    | bezeichnet 1793                        | Trotz Teilabbruch aussagekräftiger, in seiner Originalsubstanz erhaltener zeittypischer und landschaftstypischer Bau, wohl Teil des ehemaligen Gasthofes und der alten Ortsstruktur, baugeschichtlich und ortsgeschichtlich von Bedeutung. Langgestreckter, ursprünglich etwa ein Viertel bis ein Drittel längerer, zweigeschossiger Bau mit Satteldach, Erdgeschoss zum Teil massiv (Stallteil), zum Teil Fachwerk verbrettert, originale Öffnungsgrößen sowie wohl originale zweiteilige Tür erhalten, im hölzernen Türsturz Kerbschnittinschrift: „J.C.B.M“ darunter „B.H.“ (für Bauherr) und „G.L.[?]F.B.J.T.[?]“ darunter B.M. (für Baumeister) sowie, wiederum darunter „1793.“, im schlusssteinartig gestalteten mittleren Teil sich zu einem nahezu ovalen, nach oben offenem Kranz kreuzende Äste (?), Obergeschoss Fachwerk zum Teil verbrettert, zum Teil sichtig mit alten (originalen?) Schiebefenstern, südlicher Bereich des Gebäudes unterkellert mit relativ flachem und weit unten ansetzendem Tonnengewölbe, Preolitschindeldeckung, überwiegend gut erhaltener Zustand, Umnutzungs- oder Ausbauabsichten.                                                                 | 09238096 |
| Direkt Bild zu diesem Denkmal hochladen | Oberlaubengang                                                            | Alte Stollberger Straße 11 (Karte)   | 1938–1939, laut Bauakte                | Zur Erinnerung an einen am abgebrochenen Vorgängerbau des 17. Jahrhunderts befindlichen ähnlichen Gang an ein vorhandenes Seitengebäude angebaut, Zeugnis für die Wertschätzung des Vorgängerbaues und für das Denkmalverständnis der 1930er Jahre, geschichtlich von Bedeutung. An der hofseitigen Traufseite Scheunenersatzbaues Erbrichterhofes des Dorfes befindlicher, über die gesamte Gebäudelänge durchlaufender, von verkleideten vorkragenden Straßenbahnschienen getragener Oberlaubengang mit lediglich brett- bis bohlenstarken Andreaskreuzen in den Brüstungsfeldern. | 09238097 |
| Direkt Bild zu diesem Denkmal hochladen | Transformatorenturm                                                       | Am Tampel (Karte)                    | um 1920                                | Weitgehend original erhaltener Bau, als Zeugnis für die Elektrifizierung des Orts von ortsgeschichtlicher und technikgeschichtlicher Bedeutung, als markanter Bau im Kreuzungsbereich mehrerer Straßen ortsbildprägend. Hoher massiver Bau mit steilem Satteldach und rötlich eingefärbtem originalem Putz, zur Belichtung eingebaute, wohl originale Glasbausteine. | 09238104 |
| Direkt Bild zu diesem Denkmal hochladen | Wegestein                                                                 | Brünloser Hauptstraße (Karte)        | Anfang 20. Jahrhundert                 | Verkehrsgeschichtliche Bedeutung. An Wegekreuzung, zirka ein Meter hoher Granitquader auf etwa 40 mal 40 Zentimeter Grundfläche mit an zwei Seiten eingemeißelter Schrift (Orte mit Entfernungsangaben in Kilometern). | 09238098 |
| Direkt Bild zu diesem Denkmal hochladen | Wohnhaus mit ehemaliger Gaststätte                                        | Brünloser Hauptstraße 2 (Karte)      | 1861                                   | Repräsentativ gestalteter und in seiner Originalität weitgehend erhaltener Putzbau mit Ladeneinbau und Gaststätte, in ortsbildprägender Lage, baugeschichtlich und ortsgeschichtlich von Bedeutung. Massiver eingeschossiger Putzbau mit ausgebautem Drempelgeschoss, relativ flach geneigtem Satteldach und straßenseitig mittig angeordnetem Zwerchgiebel, in der SW-Ecke historischer Laden mit separatem, in die Fassadengestaltung integriertem Zugang, relativ aufwendig gestaltete gründerzeitliche Kunststeinfenster- und -türgewände sowie zweiflügelige historistische Eingangstür mit schmiedeeisernen Fenstergittern, im Erdgeschoss über Fenster- und Türöffnungen Überfangbögen aus Klinkern, darin jeweils mittig Schlussstein mit plastischem Schmuck. | 09238092 |
| Direkt Bild zu diesem Denkmal hochladen | Scheune des Vierseithofes                                                 | Dorfstraße 4 (Karte)                 | wohl 18. Jahrhundert                   | Eine der ältesten Scheunen des Ortes, in seiner Originalität erhaltener zeittypischer und landschaftstypischer Bau in ortsbildprägender Lage an der Dorfstraße, Teil der alten Ortsstruktur, baugeschichtliche Bedeutung. Dreizonige Durchfahrtsscheune in Fachwerkbauweise, verbrettert, einfaches Satteldach mit relativ weiten Dachüberständen und leicht vorkragenden Giebeldreiecken, Preolitschindeldeckung, hofseitig Anblattung einer Strebe an den rechten Torständer ersichtlich, rückseitig über zirka ein Drittel der Länge etwa ein Meter eingezogener Bereich. | 09238093 |
| Weitere Bilder                          | Kirche mit Kirchhof und Einfriedungsmauer sowie Grabmal                   | Dorfstraße 10a (Karte)               | im Kern 15. Jahrhundert                | Kleine Saalkirche aus dem 15. Jahrhundert, verputzter Feldsteinbau mit geradem Ostschluss, Satteldach mit Dachreiter, baugeschichtlich und ortsgeschichtlich von Bedeutung. Grabstele: Offenbar als Erinnerung an eine Frau errichtete zirka zwei Meter hohe Stele aus quarzhaltigen Sandstein über quadratischem Grundriss mit zirka 80 cm hohem Sockel, oberer Abschluss in Kreuzdachform, in den Giebelfeldern neugotische Spitzbögen mit schlichter Maßwerkandeutung, an allen Seiten weitgehend abgewitterte Schrift, Datierung 1874 nicht klar erkennbar. | 09238090 |
| Direkt Bild zu diesem Denkmal hochladen | Wohnstallhaus eines Dreiseithofes                                         | Dorfstraße 37 (Karte)                | 2. Viertel 19. Jahrhundert             | Weitgehend original erhaltener, zeit- und landschaftstypischer Fachwerk-Bau, Teil der alten Ortsstruktur, baugeschichtlich von Bedeutung. Zweigeschossiger Bau mit hohem Krüppelwalmdach über rechteckigem Grundriss, Erdgeschoss massiv mit einfachen, originalen Werksteintür- und -fenstergewänden und originalen Fensteröffnungsgrößen im Stallteil, im Bereich der Stube wohl originaler Außenputz (sogenannter Graupelputz), Obergeschoss Fachwerk verschiefert, mit Resten von Zierornamenten bzw. -gliederungen, Fensteröffnungen zum Teil wohl etwas vergrößert, überwiegend jedoch in originaler Größe, originale zweiflügelige Eingangstür mit Oberlicht, Fenster aus unterschiedlichen Zeiten, zum Teil wohl originaler Bestand, schöne, „lebendige“ altdeutsche Schieferdeckung (1999) | 09238101 |
| Direkt Bild zu diesem Denkmal hochladen | Wohnhaus                                                                  | Gasse 10 (Karte)                     | 2. Viertel 19. Jahrhundert             | In weitgehend originalem Erscheinungsbild erhaltener Bau in zeit- und landschaftstypischer Fachwerk-Bauweise, durch Lage im Kurvenbereich bildprägend, baugeschichtlich von Bedeutung. Zweigeschossiger Bau mit Krüppelwalmdach über gedrungen rechteckigem Grundriss, Erdgeschoss massiv mit einfachen originalen Werkstein-Fenstergewänden und straßenseitig zugesetzter Tür, Obergeschoss Fachwerk schieferverkleidet, originale Fensteröffnungsgrößen erhalten, Dach ohne Aufbauten mit Asbestplattendeckung, Erdgeschoss-Fenster Anfang 20. Jahrhundert, übrige Fenster sowie Putz neu, Gebäude bildet mit den Nachbarbauten aus der gleichen Bauzeit ein Ensemble. | 09238108 |
| Direkt Bild zu diesem Denkmal hochladen | Wohnhaus                                                                  | Gasse 12 (Karte)                     | 2. Viertel 19. Jahrhundert             | In weitgehend originalem Erscheinungsbild erhaltener Bau in zeit- und landschaftstypischer Fachwerk-Bauweise, durch Lage im Kurvenbereich bildprägend, baugeschichtlich von Bedeutung. Zweigeschossiger Bau mit Krüppelwalmdach über gedrungen rechteckigem Grundriss, Erdgeschoss massiv mit originalen Tür- und Fenstergrößen, Obergeschoss Fachwerk, schieferverkleidet mit einfachen Zierbändern, originale Fenstergrößen erhalten, Dach mit drei kleinen, stehenden Gaupen in einfacher Reihung (eventuell originaler Bestand) und Asbestplattendeckung, durch Lage des Gebäudes im Kurvenbereich besonders bildprägend und mit den Nachbarbauten aus der gleichen Bauzeit ein Ensemble bildend. | 09238107 |
| Direkt Bild zu diesem Denkmal hochladen | Wohnstallhaus, Seitengebäude und Hofbäume eines ehemaligen Mühlenanwesens | Neue Thalheimer Straße 8 (Karte)     | um 1800                                | Als ehemaliger Wassermühlstandort ortsgeschichtlich von Bedeutung, trotz kleinerer rückseitiger Umbauten weitgehend originale, zeittypische und landschaftstypische Baugruppe in bildprägender Lage im Auenbereich, baugeschichtlich von Bedeutung. - Wohnstallhaus: Zweigeschossiger Bau mit hohem steilem Satteldach über gedrungen rechteckigem Grundriss, Erdgeschoss massiv mit originalen Tür- und Fensteröffnungsgrößen im Wohn- und Stallteil, Rückseite in den Hang hinein gebaut, Obergeschoss Fachwerk, straßenseitig und am Ostgiebel sichtig (engständriges, strebenreiches Fachwerk mit mäßig großen, überwiegend originalen Fensteröffnungsgrößen), rückseitig durch massive Wand ersetzt, darin jüngere Tür zur angefügten Terrasse, westliche Giebelseite verschiefert, Dach Asbestplatten, östliches Giebeldreieck verbrettert, Tür- und Fensterbestand jünger, - Stallscheune: Im Winkel zum Haupthaus errichteter jüngerer eingeschossiger Bau mit Drempelgeschossund steil bis mäßig geneigtem Satteldach, im südlichen, als Stall genutztem eingeschossigem Teil massiv und verputzt, übrige Bereiche verbretterte Fachwerk-Konstruktion, Dachdeckung Preolitschindeln. | 09238106 |
| Direkt Bild zu diesem Denkmal hochladen | Mechanisch-orientalischer Weihnachtsberg                                  | Windmühlenweg 7 (bei) (Karte)        | 1907–1960, Bauzeit mit Unterbrechungen | Einer der wenigen erhaltenen regionaltypischen Weihnachtsberge, imposante Mechanik, volkskundliche und handwerklich-künstlerische Bedeutung. Auf einer Grundplatte von zirka eineinhalb mal drei Meter vom Strumpfwirker Friedrich Nötzel erbauter Weihnachtsberg, die ganze biblische Weihnachtsgeschichte darstellend, während der Bauzeit zahlreiche Vergrößerungen, Abänderungen und Ergänzungen bis zum heutigen Zustand, Betrieb über Gewichtsantrieb, verwendete Figuren von den Schnitzern Louis Nobis (Brünlos, gestorben 1922), Albin Weigel (Neuwiese) und Fritz Wetzel (früher Thalheim) sowie von anderen. Insgesamt zirka 33 Jahre reine Bauzeit (laut. Auskunft). | 09238094 |

## Dorfchemnitz
| Bild                                    | Bezeichnung                                                                                         | Lage                                    | Datierung                             | Beschreibung | ID       |
| --------------------------------------- | --------------------------------------------------------------------------------------------------- | --------------------------------------- | ------------------------------------- | --- | -------- |
| Direkt Bild zu diesem Denkmal hochladen | Uferbefestigung entlang der Zwönitz                                                                 | Albert-Schletter-Straße (Karte)         | 19. Jahrhundert                       | Ortsbildprägende Bedeutung. Stützmauer aus scheitrechtem Bruchsteinmauerwerk. | 09238335 |
| Direkt Bild zu diesem Denkmal hochladen | Wohnstallhaus, Scheune und Hofbäume eines Zweiseithofes                                             | Alte Brünloser Straße 4 (Karte)         | um 1800                               | Authentisch erhaltene zeittypische und regionaltypische Hofanlage, Teil der ursprünglichen Struktur des Waldhufendorfes, baugeschichtlich und heimatgeschichtlich von Bedeutung. - Wohnstallhaus: Erdgeschoss massiv, Porphyrtuff-Fenstergewände (z. T. überputzt), Obergeschoss Fachwerk, Hofseite verbrettert, Satteldach mit Schieferdeckung, rückwärtige Abseite mit Frackdach sowie Querbau (jünger), im Erdgeschoss originale Kreuzstockfenster mit Wintervorsatz, originale Fenstergrößen im Obergeschoss, an der südlichen Giebelseite gestanzte Fensterbleche, - Scheune: Fachwerk verbrettert mit Drempel, Satteldach mit Dachüberstand und Schieferdeckung, sechsteilig gesprosste Fenster (1999). | 09238332 |
| Weitere Bilder                          | Wohnstallhaus, Mühlenanbau mit erhaltener Technik und Mühlrad, Mühlteich und umgebendem Baumbestand | Am Anger 1 (Karte)                      | 1744 (Wohnstallhaus)                  | Authentisch erhaltene Knochenmühle in für die Region seltener Fachwerk-Konstruktion, Mühle von baugeschichtlicher, ortsgeschichtlicher und technikgeschichtlicher Bedeutung, zeitweise auch Erbrichtergut. - Wohnstallhaus: Erdgeschoss massiv (neu verputzt), ursprüngliche Fassadenstruktur mit Wohn- und Stallteil erhalten, Werksteingewände, Obergeschoss Fachwerk mit rautenförmigen Verstrebungen, profilierte Holztraufe, Südseite und westliche Giebelseite (mit Aborterker) verschiefert, Ostgiebel verbrettert, Satteldach mit Schieferdeckung, historische Galgenfenster mit Sechsteilung, zweiflügelige Eingangstür mit Oberlicht, Stallfenster mit schmiedeeisernen Gittern, - Mühlenanbau: Ein Teil mit massivem Erdgeschoss aus verputztem Bruchsteinmauerwerk mit Natursteingewänden, Obergeschoss und Einhausung der Technik in verbrettertem Fachwerk, Satteldach mit Schieferdeckung, oberschlächtiges Mühlrad, im Inneren Stampfwerk mit vier Doppelstempeln. | 09238341 |
| Direkt Bild zu diesem Denkmal hochladen | Wohnstallhaus, Seitengebäude und Scheune eines Dreiseithofes                                        | An den Gütern 11 (Karte)                | um 1800                               | Zeittypische und regionaltypische Hofanlage in authentischem Erhaltungszustand, Teil der ursprünglichen Struktur des Waldhufendorfes, von wissenschaftlichem Wert für die ländliche Hausforschung. - Wohnstallhaus: Erdgeschoss massiv (Bruchstein, verputzt), ursprüngliche Fassadenstruktur erhalten, Obergeschoss Fachwerk verschiefert, Westseite verkleidet (Asbestplatten), Satteldach mit altdeutscher Schieferdeckung, hofseitig lange Hechtgaupe, historische Fenster verloren, originale Größe beibehalten, - Seitengebäude: Erdgeschoss massiv (Bruchstein, verputzt), Obergeschoss Fachwerk, auf der Hofseite sichtbar, südliche Giebelseite und Westseite verschiefert, Nordseite verkleidet (Asbest), Satteldach mit Schieferdeckung, auf der Hofseite leichter Dachüberstand, auf der Ostseite sechsteilig gesprosste Fenster, - Scheune: Verbretterte Holzkonstruktion, Satteldach mit Schieferdeckung. | 09238334 |
| Direkt Bild zu diesem Denkmal hochladen | Empfangsgebäude eines Bahnhofs                                                                      | An der Bahn 1 (Karte)                   | um 1875                               | Zeittypische Bahnhofsarchitektur, baugeschichtlich, eisenbahngeschichtlich und ortsgeschichtlich von Bedeutung. Zweigeschossiger Massivbau mit giebelständigem verputzten Mittelrisalit und im Obergeschoss verbretterten Seitenrisaliten sowie seitlichen Anbauten und verbretterter Eingangsvorhalle mit Stufen, flaches Satteldach mit Dachüberstand, geschweift gesägte Pfetten- und Sparrenenden, Werkstein-Fenstergewände mit einfacher Fase (auch in den verbretterten Bereichen der Risalite), überwiegend originale Galgenfenster mit Sechsteilung, im Erdgeschoss zum Teil schmiedeeiserne Fenstergitter. | 09238339 |
| Direkt Bild zu diesem Denkmal hochladen | Wohnhaus                                                                                            | An der Bahn 5 (Karte)                   | bezeichnet 1784, Tafel                | Zeittypischer und regionaltypischer Fachwerk-Bau, baugeschichtlich von Bedeutung. Zweigeschossiger, relativ langgestreckter Bau, Erdgeschoss massiv, neu verputzt, Obergeschoss Fachwerk verbrettert, überwiegend originale Fensteröffnungsgrößen, steiles Satteldach mit Schieferdeckung, zweiflügelige Eingangstür (wohl 1. Hälfte 19. Jahrhundert). | 09238336 |
| Direkt Bild zu diesem Denkmal hochladen | Wohnhaus                                                                                            | An der Bahn 8 (Karte)                   | 1911, laut Auskunft (Wohnhaus)        | Repräsentatives Wohnhaus aus der Phase der Industrialisierung des Dorfes, Zeugnis des Einflusses städtischer Bauformen, baugeschichtlich und straßenbildprägend von Bedeutung. Eineinhalbgeschossiger Massivbau auf Sockel in Polygonalmauerwerk, Kunststein-Fenstergewände, mittlere Fensterachse mit Rundbogenabschluss und aufgeputzter Gliederung, straßenseitiger Dacherker in Zierfachwerk, Giebel wohl ausgemauertes Fachwerk, dort und in der Drempelzone auch Verbretterung, Mansarddach mit Krüppelwalm, Schieferdeckung und reich verzierten schmiedeeisernen Blitzableitern (denkmalgerecht erneuert), an der Südseite nachträglicher historischer Balkonanbau über zwei Geschosse. | 09238340 |
| Direkt Bild zu diesem Denkmal hochladen | Schlauchturm und Uferbefestigung                                                                    | An der Zwönitz 4 (gegenüber) (Karte)    | Ende 19. Jahrhundert                  | Ortsbildprägende und ortshistorische Bedeutung als Zeugnis des dörflichen Brandschutzes und der Brandbekämpfung. Verbretterte Holzkonstruktion mit Satteldach und Schieferdeckung, im Erdgeschoss Brettertür, in den Obergeschoss lädenverschlossene Öffnungen, Uferbefestigung aus scheitrecht gesetztem Bruchsteinmauerwerk. | 09238329 |
| Direkt Bild zu diesem Denkmal hochladen | Wohnstallhaus (ohne Anbauten) und Speicher eines ehemaligen Mühlen-Vierseithofes                    | August-Bebel-Straße 2 (Karte)           | Mitte 18. Jahrhundert                 | Ortshistorische und ortsbildprägende Bedeutung, Teil des dörflichen Zentrums, durch Lage an gekrümmter Dorfstraße von städtebaulichem Wert (siehe auch A.-Bebel-Str. 4). - Wohnstallhaus: Massives und verputztes Erdgeschoss, auf der Hofseite Werkstein-Fenstergewände mit barockem Profil, Obergeschoss Fachwerk (Süd- und Westseite mit liegenden Fenstern), Südgiebel verschiefert, Westseite verkleidet, Fachwerk mit sich kreuzenden Streben, wobei eine jeweils nur vom Rähm bis zum Brustriegel reicht, Satteldach mit Schieferdeckung, historische zweiflügelige Haustür mit Oberlicht, - Speicher: Zweigeschossiger, holzverbretterter Bau auf verputztem Bruchsteinsockel (im Sockelbereich Garageneinbau) mit mäßig geneigtem Satteldach mit Dachüberstand, historische Galgenfenster und zweiflügelige Fenster mit Sechser-Teilung erhalten (1999). | 09238349 |
| Direkt Bild zu diesem Denkmal hochladen | Seitengebäude (ohne Anbau) und Scheune eines ehemaligen Mühlen-Vierseithofes                        | August-Bebel-Straße 4 (Karte)           | um 1850                               | Ortshistorische und ortsbildprägende Bedeutung, Teil des dörflichen Zentrums, durch Lage an gekrümmter Dorfstraße von städtebaulichem Wert (siehe auch A.-Bebel-Str. 2). - Seitengebäude: Erdgeschoss massiv, verputzt, westliche Giebelseite massiv, Obergeschoss zweiriegeliges Fachwerk mit stockwerkshohen Streben, Krüppelwalmdach, historischer Bestand an Fenstern und Türen verloren, - Scheune: Sanierter massiver Putzbau mit mäßig geneigtem schiefergedecktem Satteldach mit Dachüberstand, Wandflächen mit Rauputz und Feinputz an den Gebäudeecken, bauzeitliche Holztüren, Rolltore und Läden. | 09238348 |
| Direkt Bild zu diesem Denkmal hochladen | Fabrikgebäude (nördlicher und mittlerer Teil)                                                       | Fabrikstraße 4 (Karte)                  | mittlerer Bau 1924, Bauakte           | Ehemalige Strumpffabrik C. W. Schletter, heute Firma Falke, baugeschichtliche, ortsgeschichtliche und ortsbildprägende Bedeutung, Zeugnis der für die Region typischen und wichtigen Strumpfwirkerei-Industrie. In zwei Bauabschnitten entstandener Klinkerbau, - Mittlerer Abschnitt: Dreigeschossig mit zentralem Schaugiebel mit gesprosstem Halbrundfenster, Gurtgesims zwischen zweitem und drittem Obergeschoss, zwischen schmalen lisenengegliederten Wandflächen große Fensteröffnungen mit originalen, vielteilig gesprossten Industriefenstern, auf der Hofseite Treppenhausanbau, ebenfalls durch Lisene und Gesimse gegliedert, schmale Rechteckfenster, sehr flaches Walmdach, - Nördlicher Abschnitt: Dreigeschossig mit nördlichem Kopfbau, Sockelgeschoss, Gurtgesims zwischen Erdgeschoss und erstem Obergeschoss, Traufgesims und flaches Walmdach, schmale Rechteckfenster mit erneuerten Fenstern, fensterbreite Wandflächen mit Lisenengliederung, Treppenhaus im Kopfbau mit quadratischem Treppenauge, Granitstufen, schmiedeeisernem Geländer, originaler Türbestand (1999). | 09238337 |
| Direkt Bild zu diesem Denkmal hochladen | Uferbefestigung entlang der Zwönitz                                                                 | Obere Straße 11 (vor); 13 (vor) (Karte) | 19. Jahrhundert                       | Ortsbildprägende Bedeutung. Bachstützmauer aus scheitrecht gesetztem Bruchsteinmauerwerk. | 09238355 |
| Direkt Bild zu diesem Denkmal hochladen | Wohnstallhaus und Scheune eines Vierseithofes                                                       | Thalheimer Straße 1 (Karte)             | um 1800                               | Zwei Gebäude einer zeittypischen und regionaltypischen Hofanlage, Teil der ursprünglichen Struktur des Waldhufendorfes, baugeschichtlich und ortsbildprägend von Bedeutung. - Wohnhaus: Erdgeschoss massiv, Bruchstein, neu verputzt, historische Fassadenstruktur noch ablesbar, Obergeschoss Fachwerk, verbrettert oder verschiefert, Satteldach mit Kunstschieferdeckung (?), historischer Fensterbestand weitgehend verloren, Erdgeschoss-Fenster als Galgenfenster erneuert, - Scheune: Verbretterte Fachwerkkonstruktion mit Holztoren, Satteldach mit traufseitigem Überstand, Falzziegeldeckung. | 09238330 |
| Direkt Bild zu diesem Denkmal hochladen | Wohnstallhaus und Scheune eines Zweiseithofes                                                       | Thalheimer Straße 4 (Karte)             | um 1850                               | Kleiner regionaltypischer Hof, Teil der ursprünglichen Struktur des Waldhufendorfes, baugeschichtlich und ortsbildprägend von Bedeutung. - Wohnstallhaus: Erdgeschoss massiv, verputzt, Natursteingewände, überputzt, ursprüngliche Fassadengliederung mit Wohn- und Stallteil erhalten, Obergeschoss Fachwerk, Südseite verkleidet, originale Fenstergrößen, Satteldach, an der südlichen Giebelseite im Erdgeschoss und Obergeschoss liegende Fenster, Verkleidung und Dachdeckung Asbestplatten, historische Fenster verloren, zweiflügelige Eingangstür, - Scheune: Fachwerk verbrettert, Satteldach mit Dachüberstand, am straßenseitigen Giebel zwei historische Fenster (T-Stock-Fenster mit Sprossung, 1999). | 09238331 |
| Direkt Bild zu diesem Denkmal hochladen | Wohnstallhaus, Seitengebäude und Scheune eines Dreiseithofes                                        | Thumer Straße 6 (Karte)                 | Mitte 18. Jahrhundert                 | Zeittypischer und regionaltypischer Bauernhof in ortsbildprägender Lage an der Eisenbahnlinie. Teil der ursprünglichen Struktur des Waldhufendorfes, baugeschichtlich und ortsbildprägend von Bedeutung. - Wohnstallhaus: Erdgeschoss massiv, neu verputzt, ehem. Umgebinde im Stubenbereich, leichte Veränderungen in der Fassadenstruktur (liegende Fenster, ausgebauter Stallteil), Obergeschoss Fachwerk, Süd- und Westseite verschiefert, Nordseite verkleidet, dort zwei liegende Fenster, im Westen Wasserhausanbau mit vergitterten Fensteröffnungen, an der südlichen Giebelseite Aborterker/-anbau, Satteldach mit langen Dachhechten, denkmalgerechte neue Schieferdeckung, Fensterbestand jünger (ohne Teilung), gut erhaltener liegender Dachstuhl, Gebäude im Inneren modernisiert, - Östliche Scheune: Ehemals wohl dreizonige Fachwerk-Scheune mit massivem Teil, teils verschiefert, verbrettert und verkleidet, - Südliche Scheune: Zweigeschossig mit massivem Erdgeschoss, Obergeschoss Fachwerk, straßenseitige Hocheinfahrt, originaler Bestand an Fenstern (Sechser-Teilung, 1999), Türen und Toren (Holz), Satteldach mit Überstand, Schieferdeckung. | 09238342 |
| Direkt Bild zu diesem Denkmal hochladen | Wohnhaus                                                                                            | Thumer Straße 8 (Karte)                 | nach 1850                             | Zeittypischer und regionaltypischer Fachwerk-Bau, baugeschichtlich von Bedeutung. Erdgeschoss massiv, verputzt, profilierte Kunststeingewände an der Straßenseite, Obergeschoss Fachwerk, verbrettert, westlicher Giebel verschiefert, Satteldach mit Krüppelwalm und Schieferdeckung, teilweise historische Galgenfenster (im Erdgeschoss mit Wintervorsatz) erhalten, ansonsten originale Fensteröffnungen (1999). | 09238333 |
| Weitere Bilder                          | Wohnstallhaus (Nr. 8) und Seitengebäude (Nr. 6) eines ehemaligen Vierseithofes                      | Zwönitzer Straße 6; 8 (Karte)           | 1733, im Kern zum Teil älter          | Altes Erbrichtergut, Teil des dörflichen Zentrums, zeittypische und regionaltypische Bauten in Fachwerkbauweise, von baugeschichtlicher, heimatgeschichtlicher und ortsbildprägender Bedeutung. - Wohnstallhaus (Nummer 8): Stattlicher, tiefer und langgestreckter zweigeschossiger Bau mit hohem Satteldach, Erdgeschoss massiv, Bruchstein-Mauerwerk (wohl älter als Obergeschoss) mit weitgehend originalen Öffnungsgrößen und hofseitig sichtbarer Ansatzstelle des ehemaligen Backofens, Obergeschoss Fachwerk, zum Teil in alter Form erneuert, vorkragende und profilierte Stockwerküberstände und Traufbereiche, Dach mit beidseitigen langen Schleppgaupen und erneuerter Schieferdeckung, Türen und Fenster neu, Gebäude insgesamt saniert und zum Wohn- und Geschäftshaus umgenutzt, innen wohl weitgehend enthistorisiert. - Seitengebäude (Nummer 6): Im Wesentlichen analog dem Haupthaus gestalteter und ebenso stattlicher Bau, Profile an Obergeschoss-Überstand und Traufbereich einfacher, als Ersatz für eine Vorgängergebäude Anfang 20. Jahrhundert errichtet, ebenfalls grundlegend saniert und modernisiert. | 09238344 |
| Weitere Bilder                          | Dorfkirche und Kirchhof Dorfchemnitz                                                                | Zwönitzer Straße 12 (Karte)             | 1892–1893                             | Teil des dörflichen Zentrums, ortshistorische, baugeschichtliche und städtebauliche Bedeutung. Einzeldenkmale der Sachgesamtheit: Kirche, Einfriedung, Plastik, OdF-Grabmal und drei Grabplatten an der äußeren Nordwand der Kirche (siehe auch Sachgesamtheit 09305269). Einfriedung: Reste der Kirchhofsmauer aus Bruchstein und schmiedeeiserner Zaun, auf dem Kirchhof Lindenallee und Freiplastik eines Engels (Sandstein) sowie Grab einer unbekannten Frau. | 09238345 |
| Weitere Bilder                          | Sachgesamtheit Dorfkirche und Kirchhof Dorfchemnitz                                                 | Zwönitzer Straße 12 (Karte)             | 1892–1893                             | Teil des dörflichen Zentrums, ortshistorische, baugeschichtliche und städtebauliche Bedeutung. Sachgesamtheit mit folgenden Einzeldenkmalen: Kirche, Einfriedung, Plastik, OdF-Grabmal und Grabplatten an der äußeren Nordwand der Kirche (siehe Einzeldenkmal 09233845), dazu der Kirchhof mit Lindenallee (Gartendenkmal). Einfriedung: Reste der Kirchhofsmauer aus Bruchstein und schmiedeeiserner Zaun, auf dem Friedhof Lindenallee und Freiplastik eines Engels (Sandstein) sowie Grab einer unbekannten Frau. | 09305269 |
| Weitere Bilder                          | Pfarrhaus                                                                                           | Zwönitzer Straße 12 (neben) (Karte)     | um 1740                               | Geburtshaus von Samuel Pufendorf, Teil des dörflichen Zentrums, stattlicher Bau in zeittypischer und regionaltypischer Fachwerkbauweise von städtebaulicher, baugeschichtlicher, ortshistorischer und ortsbildprägender Bedeutung. Breit gelagerter und langgestreckter Bau (fünf mal sechs Achsen) mit massivem Erdgeschoss aus verputztem Bruchsteinmauerwerk, Fenster- und Türgewänden aus Porphyrtuff und Segmentbogentür mit Schlusssteinmotiv, Obergeschoss zweiriegeliges Fachwerk mit stockwerkshohen Streben, Ostseite verkleidet, Westseite verschiefert, Obergeschoss gegenüber dem Erdgeschoss leicht zurückgesetzt mit fein profilierten Schwellbalken und profiliertem Rähm und hölzernes Traufprofil, Satteldach mit Schieferdeckung, Fensteröffnungsgrößen original, Fenster neu, an der westlichen Giebelseite gestanzte Zierbleche unter den Fenstern, straßenseitig Stützmauer aus Bruchstein. | 09238347 |
| Weitere Bilder                          | Denkmal für die Gefallenen des Deutsch-Französischen Krieges, des Ersten und Zweiten Weltkrieges    | Zwönitzer Straße 12 (neben) (Karte)     | nach 1871                             | Ortshistorische Bedeutung. - Kriegerdenkmal 1870/1871: Sandsteinobelisk mit Relief des Eisernen Kreuzes, auf Podest mit Inschriften und Kranz, - Kriegerdenkmal Erster und Zweiter Weltkrieg: Halbhohe und halbrunde Bruchsteinmauer mit stufenartig erhöhter Rückwand und dort angebrachter Bronzetafel mit den Namen der Gefallenen des Ersten Weltkrieges und Bronzerelief eines Paares (Soldat und Mutter) mit Knaben, daneben in den 1990er Jahren angebrachte Tafel mit den Namen der Gefallenen und Vermissten des Zweiten Weltkrieges, innerhalb der über Stufen begehbaren Anlage eine Eiche, Künstlersignatur des Reliefs: B. Ziegler, Chemnitz. | 09238346 |
| Direkt Bild zu diesem Denkmal hochladen | Wohnstallhaus, Scheune, Stützmauer, Erdkeller und zwei Hofbäume eines ehemaligen Dreiseithofes      | Zwönitzer Straße 22 (Karte)             | Türsturz bezeichnet 1715              | Stattliches Bauernhaus mit bildprägendem Fachwerkgiebel, Teil des dörflichen Zentrums und der ursprünglichen Struktur des Waldhufendorfes, baugeschichtlich und heimatgeschichtlich von Bedeutung. - Wohnstallhaus: Stallteil stark verändert, Wohnteil mit massivem, verputztem Erdgeschoss mit Natursteingewänden, Sandsteintürgewände mit flacher Dreiecksgiebelverdachung von 1927, bezeichnet „1715 G.E.D. 1927“, auf der Nordseite Wasserhausanbau, Obergeschoss Fachwerk, traufseitig verschiefert, straßenseitiger Giebel in strebenreichem zweiriegeligem Fachwerk, verschieferte Giebelspitze, Satteldach mit Schieferdeckung, alter Fensterbestand zum Teil noch erhalten (1999), im Inneren Gewölbekeller, im Flur Schieferplatten, liegender Dachstuhl. - Scheune: Erdgeschoss verputztes Ziegelmauerwerk, Obergeschoss Fachwerk, verbrettert oder verkleidet, Satteldach mit Dachüberstand, historische Sprossenfenster. | 09238350 |
| Direkt Bild zu diesem Denkmal hochladen | Wohnstallhaus und Seitengebäude eines Vierseithofes                                                 | Zwönitzer Straße 24 (Karte)             | Schwelle Obergeschoss bezeichnet 1748 | Zeittypische und regionaltypische bäuerliche Fachwerk-Gebäude in authentischem Erhaltungszustand von ortsbildprägender Bedeutung, Teil der ursprünglichen Struktur des Waldhufendorfes, baugeschichtlich und heimatgeschichtlich von Bedeutung. - Wohnstallhaus: Erdgeschoss massiv verputzt (saniert, mit Veränderungen in der Fassadenstruktur), Obergeschoss Fachwerk, leicht vorkragend mit halbrunden Füllhölzern, profilierte Schwelle, zu den Gebäudeecken hin Profil in Schiffskehle auslaufend, bezeichnet „GFO BM CTI BH / AD 1748“, Streben eingezapft, zum Teil vorstehende Holznägel, am verschieferten Nordgiebel Anbau mit Durchfahrt zum Feld, Satteldach mit Schieferdeckung. - Seitengebäude: Erdgeschoss massiv (mit Garageneinbauten), ehemals wohl Fachwerk-Erdgeschoss (Blattsassen), an den Giebelseiten Fachwerk noch vorhanden, Obergeschoss Fachwerk zweiriegelig mit halbrunden Füllhölzern zwischen den Balkenköpfen, Giebel verbrettert, Satteldach, historischer Fensterbestand (1999). | 09238353 |
| Direkt Bild zu diesem Denkmal hochladen | Wohnstallhaus eines Vierseithofes                                                                   | Zwönitzer Straße 28 (Karte)             | 1. Drittel 18. Jahrhundert            | Authentisch erhaltenes, zeit- und regionaltypisches Bauernhaus von ortsbildprägender Bedeutung, Teil der ursprünglichen Struktur des Waldhufendorfes, baugeschichtlich, hausgeschichtlich und heimatgeschichtlich von Bedeutung. Erdgeschoss massiv, verputzt (saniert, liegende Fenster), ursprüngliche Fassadenstruktur im Stallteil erhalten, Obergeschoss Fachwerk, leicht vorkragend, allseitig verschiefert, Satteldach mit langem Dachhecht und Schieferdeckung. | 09238351 |
| Direkt Bild zu diesem Denkmal hochladen | Seitengebäude eines Vierseithofes                                                                   | Zwönitzer Straße 52 (Karte)             | Schwelle Obergeschoss bezeichnet 1648 | Wohl das älteste Gebäude im Ort, zeittypischer und regionaltypischer Fachwerk-Bau von hohem wissenschaftlichem Wert für die ländliche Hausforschung, baugeschichtlich, hausgeschichtlich und heimatgeschichtlich von Bedeutung. Erdgeschoss massiv, ehemals wohl Fachwerk (Blattsasse am Rähm deutet auf Kopfband hin), Obergeschoss einriegeliges Fachwerk mit durchgehendem, die Ständer überblattendem Brustriegel, vorstehenden Holznägeln, eingezapften Andreaskreuzen und geblattetem Kopfband, Gefache mit Ziegeln nachträglich ausgemauert, Giebel verbrettert, Satteldach mit Schieferdeckung, historische Schiebefenster mit Sechsteilung. | 09238352 |
| Direkt Bild zu diesem Denkmal hochladen | Wohnstallhaus, zwei Seitengebäude, Scheune, Feldscheune eines Vierseithofes                         | Zwönitzer Straße 70 (Karte)             | um 1750                               | Zeit- und regionaltypische Hofanlage von ortsbildprägender Bedeutung, Teil der ursprünglichen Struktur des Waldhufendorfes, von wissenschaftlichem Wert für die ländliche Hausforschung, baugeschichtlich und heimatgeschichtlich von Bedeutung. - Wohnstallhaus: Erdgeschoss massiv, verputztes Bruchsteinmauerwerk, Natursteingewände, intakte Fassadenstruktur, Obergeschoss Fachwerk, verschiefert, straßenseitig Asbestverkleidung, rückseitig Wasserhausanbau, seitlich Pforte mit Zugang zum Hausgarten, Satteldach (Asbestdeckung), teilweise historischer Fensterbestand erhalten (Galgenfenster, teils mit Sechsteilung), gestanzte Fensterbleche. - Westliches Seitengebäude: Erdgeschoss massiv, verputztes Bruchsteinmauerwerk mit Stallfenstern und Einfahrt, Obergeschoss Fachwerk, zweiriegelig mit stockwerkshohen Streben, Satteldach mit Schieferdeckung, historische Kreuzstockfenster mit Achtteilung erhalten. - Südliches Seitengebäude: Erdgeschoss teils massiv, verputztes Bruchsteinmauerwerk, teils Fachwerk, Obergeschoss Fachwerk, verschiefert, Hofseite verkleidet (Asbest), Satteldach mit Schieferdeckung und drei kleinen Gaupen, historische Kreuzstockfenster mit Achtteilung. - Scheune: Sockel aus verputztem Bruchsteinmauerwerk, Südseite massiv, ansonsten verbrettertes Fachwerk, Satteldach mit Asbestdeckung, historische Sprossenfenster. - Feldscheune: Auf massivem, verputztem Bruchsteinsockel verbretterte Fachwerk-Konstruktion mit Satteldach und Schieferdeckung sowie einer Gaupe. | 09238354 |

## Günsdorf
| Bild                                    | Bezeichnung                                                    | Lage                             | Datierung            | Beschreibung | ID       |
| --------------------------------------- | -------------------------------------------------------------- | -------------------------------- | -------------------- | --- | -------- |
| Direkt Bild zu diesem Denkmal hochladen | Zwei Seitengebäude, Wassertrog und Hofbaum eines Vierseithofes | Auf den Wiesen 1 (Karte)         | wohl 18. Jahrhundert | Zwei weitgehend authentisch erhaltene zeittypische und regionaltypische Seitengebäude eines stattlichen Hofes in Fachwerkbauweise, Teil der ursprünglichen Struktur des Waldhufendorfes, baugeschichtlich von Bedeutung. - Westliches Seitengebäude: Zweigeschossige verbretterte Fachwerkkonstruktion, Süd- und Westseite verkleidet, Satteldach mit Schieferdeckung, drei stehende Gaupen, historischer Fensterbestand, zum Teil sechsteilig gesprosst mit einem Lüftungsflügel, im Obergeschoss Ladetür, sogenannte Brauhaus. - Südliches Seitengebäude: Langgestreckter Baukörper, im Stallteil Erdgeschoss aus massiv verputztem Bruchsteinmauerwerk, weit vorkragendes Obergeschoss, im Scheunenteil Fachwerk verbrettert, West- und Südseite verkleidet, Satteldach mit Schieferdeckung, originaler Fensterbestand (sechsteilig gesprosst mit Oberlicht), im Obergeschoss Porstube (Auskunft). | 09238306 |
| Direkt Bild zu diesem Denkmal hochladen | Ehemaliges Wohnstallhaus eines Zweiseithofes                   | Auf den Wiesen 6 (neben) (Karte) | um 1800              | Zeittypischer und regionaltypischer Fachwerk-Bau, Teil einer Hofanlage in der ursprünglichen Struktur des Waldhufendorfes, baugeschichtlich von Bedeutung. Erdgeschoss massiv, verputzt, veränderte Fassadenstruktur (ausgebauter Stallteil und Stube) mit liegenden Fenstern, Segmentbogeneingang (Naturstein) mit Schlussstein, Obergeschoss Fachwerk, Südseite mit liegenden Fenstern und Asbestverkleidung, Hofseite verbrettert, Nordseite verschiefert, dort Aborterker, Satteldach mit Schablonenschieferdeckung. | 09238305 |

## Hormersdorf
| Bild                                    | Bezeichnung                                          | Lage                          | Datierung                    | Beschreibung | ID       |
| --------------------------------------- | ---------------------------------------------------- | ----------------------------- | ---------------------------- | --- | -------- |
| Weitere Bilder                          | Denkmal für die Gefallenen des Ersten Weltkrieges    | (Karte)                       | 1927 (Kriegerdenkmal)        | Ortshistorische Bedeutung. Auf dem Huthübel gelegene rotundenartige Anlage, bestehend aus durchbrochenen Wandscheiben (Bruchstein), durch Kunststeinplatten in halber Höhe verbunden, auf den Platten Inschriften, im Zentrum ein Baum, der die Architektur dachartig überwölbt. Laut Ortschronik 1927 errichtet. | 09238024 |
| Direkt Bild zu diesem Denkmal hochladen | Pechhütte                                            | Am Schieferbruch 2 (Karte)    | 18. oder 19. Jahrhundert     | Ortshistorische und volkskundliche Bedeutung. Eingeschossiger Bruchsteinbau (unverputzt), etwa vier mal sechs Meter, Satteldach. | 09238029 |
| Direkt Bild zu diesem Denkmal hochladen | Fabrikgebäude                                        | Am Steinberg 24 (Karte)       | 1902, laut Bauakte           | Ehemalige Strumpffabrik Wilhelm Thierfelder, zeittypischer Industriebau, baugeschichtlich und ortsgeschichtlich von Bedeutung. Langgestreckter (13 Achsen) dreigeschossiger massiver Putzbau mit leicht überstehendem Satteldach, zweifach gekuppelte Segmentbogenfenster mit Klinkergliederung, originaler Fensterbestand (sechsteilig gesprosste Galgenfenster mit Wintervorsatz, 1999). | 09238084 |
| Direkt Bild zu diesem Denkmal hochladen | Fabrikantenvilla                                     | Am Steinberg 26 (Karte)       | 1923–1924, laut Bauakte      | Villa des Strumpffabrikanten Wilhelm Thierfelder, stattlicher Putzbau über hohem Sockelgeschoss, baugeschichtlich und ortsgeschichtlich von Bedeutung. Zweigeschossiger massiver Putzbau auf rechteckigem Grundriss, Sockelgeschoss auf Granitquadern, übergiebelter Mittelrisalit mit Mansardgeschoss und Dreiecksgiebel, vier runde Ecktürme, Mansarddach, auf der Rückseite Holzveranden, Mittelrisalit mit aufgeputzten Eckpilastern, Gurtgesims mit Zahnschnitt, Rundbogen-Putzblenden über dem Fenster im ersten Obergeschoss des Risalits, Quetschputzornamentik über dem ovalen Giebelfenster, Ecktürme vertikal durch Putzlisenen zwischen den Fenstern gegliedert, originale Kastenfenster (zwölfteilig, 1999). | 09238028 |
| Weitere Bilder                          | Fabrikgebäude                                        | Auerbacher Straße 34 (Karte)  | 1927                         | Bildprägende Klinkerfassade, Zeugnis des Wandels vom Dorf zum Industriedorf, baugeschichtlich, ortsgeschichtlich und straßenbildprägend von Bedeutung. Viergeschossiger Eisenbetonbau (laut Bauakte) mit Klinkerfassade und Walmdach, sparsame Geschossgliederung durch leicht hervortretende Rollschichten zwischen den Sohlbänken und Stürzen der Fenster, Traufgesims, gleichmäßig durchfensterte Wandflächen mit kleinteilig gesprossten Holzfenstern (1999), turmartiges Treppenhaus mit Aufzug, Schlitzfenster, westliche Giebelseite verputzt, auf der Südseite Fenster zum Teil neu. Die Fabrik wurde 1927 durch den Strumpffabrikanten Otto Emmerlich geplant, der Bau jedoch nie vollendet, 1939 Kauf und Nutzung durch den Strumpffabrikanten M. Richard Hofmann aus Thalheim, der 1946 Notwohnungen im zweiten und dritten Obergeschoss einbauen ließ. | 09238019 |
| Direkt Bild zu diesem Denkmal hochladen | Scheune eines Vierseithofes                          | Bauernweg 1 (Karte)           | wohl 17. Jahrhundert         | Wohl älteste Scheune des Ortes, wichtiges Zeugnis für die Entwicklung des Bautyps Scheune, gefügekundliche Merkmale auch für den Wohnhausbau von Interesse, baugeschichtlich und hausgeschichtlich von Bedeutung. Eingeschossige verbretterte Fachwerk-Konstruktion mit mächtigem, hofseitig weit vorkragendem Satteldach, am Anbau Hocheinfahrt, im Inneren Kombination aus stehendem und liegendem Dachstuhl. | 09238082 |
| Direkt Bild zu diesem Denkmal hochladen | Zwei Scheunen und Hofbaum eines Dreiseithofes        | Bauernweg 10 (Karte)          | um 1800                      | Ältere Beispiele für regionaltypische Wirtschaftsgebäude, baugeschichtlich und wirtschaftsgeschichtlich von Bedeutung. - Östliche Scheune: Dreizonige Fachwerk-Durchfahrtsscheune auf Bruchsteinsockel, verbrettert, hofseitig vorkragendes Satteldach, Tor mit schmiedeeisernen verzierten Bändern und Stützkloben. - Westliche Scheune: Dreizonige Einfahrtsscheune auf Bruchsteinsockel, Fachwerk verbrettert, hofseitig vorkragendes Satteldach, - Hofbaum (Eiche). | 09238018 |
| Direkt Bild zu diesem Denkmal hochladen | Westliches Wohnstallhaus eines Dreiseithofes         | Bauernweg 16a (Karte)         | 1. Hälfte 19. Jahrhundert    | Regionaltypisches Wohnstallhaus in Fachwerkbauweise, baugeschichtlich von Bedeutung. Erdgeschoss massiv, Bruchstein verputzt, Obergeschoss Fachwerk verschiefert, Giebel verschiefert, Satteldach, Tür- und Fenstergewände entfernt, Fenstergrößen original, im Erdgeschoss Galgenfenster, im Obergeschoss sechsteilig gesprosste Fenster (1999). | 09238083 |
| Direkt Bild zu diesem Denkmal hochladen | Scheune eines Dreiseithofes                          | Bauernweg 18 (Karte)          | bezeichnet 1932, Wetterfahne | Landschaftstypischer Bau in gutem Originalzustand, Beispiel für eine der jüngeren regionaltypischen Scheunen eines Bauernhofes, baugeschichtlich von Bedeutung. Fachwerkkonstruktion, verbrettert, mit mächtigem Krüppelwalmdach und Silo (halbrunder seitlicher Anbau auf Bruchsteinsockel, Wandflächen verbrettert), feldseitige Hocheinfahrt. | 09238016 |
| Direkt Bild zu diesem Denkmal hochladen | Geländeerhebungen der ehemaligen Dynamitfabrik Geyer | Giftmehlweg (Karte)           | 19. Jahrhundert              | Standort der mittelalterlichen Gifthütte, von ortshistorischer und technikgeschichtlicher Bedeutung. Kraterartige in Reihen angeordnete Geländeerhebungen auf quadratischer Grundfläche, zirka zehn mal zehn Meter, ehemals Standort einer mittelalterlichen Gifthütte (Arsenherstellung), bis 1855 Arsenikwerk, ab 1888 bis 1924 auf dem Gelände Errichtung der „Erzgebirgischen Dynamitfabrik Geyer“. | 09238087 |
| Direkt Bild zu diesem Denkmal hochladen | Wohnhaus und Scheune eines Zweiseithofes             | Hangweg 16 (Karte)            | um 1800                      | Eine der wenigen authentisch erhaltenen Hofanlagen im Ort, durch Hanglage Dominante im Ortsbild, Teil der alten Ortsstruktur. Fachwerkscheune auf Bruchsteinsockel, verbrettert, hofseitig vorkragendes Obergeschoss, am Tor der Hofseite geblattete Kopfbänder, Satteldach, Wohnhaus: im Erdgeschoss neu verputzt, Obergeschoss Fachwerk verbrettert, Giebelseiten verschiefert, Satteldach, originale Fenstergröße (mit erneuerten Fenstern). | 09238030 |
| Weitere Bilder                          | Fabrikgebäude der ehemaligen Strumpffabrik Weißbach  | Hauptstraße 62 (Karte)        | 1913, laut Bauakte           | Zeugnis der Industrialisierung des Ortes, baugeschichtlich und ortsgeschichtlich von Bedeutung. Rötlicher Putz, Gliederungen in Putz an den Erdgeschoss-Fenstern, zwischen erstem und zweitem Obergeschoss Gurtgesims mit Zahnschnitt, an der Südseite Eingang mit gerader Türverdachung und darüberliegendem Dreiecksgiebel, originale zweiflügelige Haustür mit gesprossten Glasfeldern und Schnitzereien in den Füllungsfeldern, Gewände mit aufgeputztem Rhombenmuster, im Dachgeschoss originale Sprossenfenster mit Wintervorsatz (1999). | 09238025 |
| Direkt Bild zu diesem Denkmal hochladen | Seitengebäude und Hofmauer eines Dreiseithofes       | Hauptstraße 68 (Karte)        | um 1900                      | Straßenbildprägender Fachwerk-Bau, baugeschichtlich von Bedeutung. Erdgeschoss massiv mit liegenden Fenstern (Natursteingewände), Obergeschoss Fachwerk, Satteldach mit Dachüberstand, originale Fenster (sechsteilig gesprosste Galgenfenster, 1999), Gebäude saniert, im Erdgeschoss wohl verändert, Hofmauer mit Pforte und Einfahrt, Ziegelmauerwerk mit Zierfries und Wetterdach. | 09238086 |
| Weitere Bilder                          | Schulgebäude                                         | Hormersdorfer Anger 2 (Karte) | 1927–1928                    | Putzbau über hohem Sockelgeschoss, charakteristisches Walmdach mit Dachhecht und Dachreiter, baugeschichtlich und ortsgeschichtlich von Bedeutung. Zweigeschossiger massiver Putzbau auf Bruchstein-Sockelgeschoss mit Rundbogenzugängen in den drei mittleren Achsen, Walmdach mit hohem Dachhecht, zentraler Dachreiter mit spitzem Helm und Uhr, Schieferdeckung, quadratische Fenster mit Kreuzstock, 16-teilig gesprosst (nicht die originale Teilung), gesamtes Gebäude saniert. | 09238085 |
| Weitere Bilder                          | Ehemalige Schule (heute Wohnhaus)                    | Kirchweg 1 (Karte)            | bezeichnet 1840              | Ehemalige Dorfschule und Kantorat, baugeschichtlich und ortsgeschichtlich von Bedeutung. Erdgeschoss massiv, Fenster- und Türgewände Werkstein, gerade Türverdachung, Obergeschoss Fachwerk verschiefert, Satteldach mit Schieferdeckung. | 09238023 |
| Weitere Bilder                          | Pfarrhaus und Nebengebäude                           | Kirchweg 2; 2a (Karte)        | bezeichnet 1809, Türsturz    | Regionaltypischer Fachwerk-Bau in gutem Originalzustand, baugeschichtlich und ortsgeschichtlich von Bedeutung. - Pfarrhaus: Erdgeschoss massiv, Tür- und Fenstergewände Porphyrtuff, gerade Türverdachung mit Zahnschnitt, historische zweiflügelige Tür mit gesprosstem Oberlicht, davor zwei Granitstufen, Obergeschoss Fachwerk verschiefert, Satteldach mit gestaffelten stehenden Gaupen, Schieferdeckung. - Seitengebäude: Erdgeschoss massiv, verputzt, wohl überformt, mit großer Einfahrt und zwei segmentbogenförmigen Türen (Porphyrtuffgewände, Schlussstein), Obergeschoss Fachwerk, verkleidet, originale Fenstergrößen, ehemals Stallgebäude des Pfarrgutes. | 09238022 |
| Weitere Bilder                          | Dorfkirche und Kirchhof Hormersdorf - Einzeldenkmale | Kirchweg 2b; 2c (Karte)       | 1708                         | Kleine barocke Saalkirche, baugeschichtlich und ortsgeschichtlich von Bedeutung. Einzeldenkmale der Sachgesamtheit: Kirche (mit Ausstattung), Einfriedungsmauer und einige Grabmale (siehe auch Sachgesamtheit 09305271) - Kirche: Kleine barocke Saalkirche von 1708, vermutlich Umbau eines spätromanischen Vorgängerbaus. Innenerneuerung 1829. Restaurierungen 1958–63, 1965 (innen) und 1977 (außen). Putzbau mit geradem Ostschluss, hohem Walmdach und turmartigem Dachreiter mit barocker Haube. Im Süden Vorhalle mit Patronatsloge, im Norden Sakristei. Flachgedeckter Saal, durch die Anordnung der Emporen und der Patronatsloge von zentralisierender Wirkung: - Zweigeschossige Emporen im Norden und Westen mit kräftigem Schiffskehlenprofil und bäuerlicher Brüstungsmalerei, um 1731, die untere Nordempore mit Darstellungen der Kleinen Propheten sowie der Kreuzigung mit Schächern und kniender Stifterfamilie, die obere mit den zwölf Aposteln, die untere Westempore mit Psalmworten zum Gesetz und Evangelium (Psalm 119 und 83) sowie den Großen Propheten, die obere mit Bildnissen des Hormersdorfer Pfarrers Timotheus Thiele und Luthers, außerdem Hieronymus, Johannes der Täufer, der auferstandene Christus mit der Weltkugel und die Evangelisten. - Orgelempore im Osten über dem Altar mit Genesis-Darstellungen. Im Süden Patronatsloge mit beachtlicher Stuckdecke in Rokokoformen, 1756, in einer Ecke wohl ein Wappen, zwei Löwen, die ein Sonnenrad halten, darüber Krone, diagonal gegenüber Monogramm (F.G.B.) sowie Zirkel und Winkelmaß. - Sakristei mit Kreuzgratgewölbe (die Rippen später aufgeputzt) und Piscina. Barockretabel aus der Mitte 18. Jahrhundert nicht zur ursprünglichen Ausstattung gehörend und in den 1960er Jahren vor der Orgelempore aufgestellt. In der Predella Abendmahlsgemälde, darüber Kreuzigung. Die seitliche Flachschnitzerei stellt die Verkündigung an Maria dar. Innen: - Holzkanzel mit gedrehten Säulchen an der Brüstung, 2. Hälfte 17. Jahrhundert, - Sandsteintaufe, Anfang 17. Jahrhundert, Zinnschale, bezeichnet „1732“ - Voigt-Orgel von 1977 im Prospekt von Steinmüller von 1830, - An der Vorhalle außen zwei Rokokograbdenkmäler, letztes Drittel 18. Jahrhundert (Dehio). - Kirchhof: Neben den Familiengräbern an der Kirchhofmauer weitere ältere Grabmäler entlang der Allee. | 09238021 |
| Weitere Bilder                          | Sachgesamtheit Dorfkirche und Kirchhof Hormersdorf   | Kirchweg 2b; 2c (Karte)       | 1708                         | Ortshistorische und baugeschichtliche Bedeutung. Sachgesamtheit mit den Einzeldenkmalen: Kirche (mit Ausstattung), Einfriedungsmauer und einige Grabmale (siehe Einzeldenkmal 09238021), dazu der Kirchhof und westliche Kirchhofserweiterung (Gartendenkmal) Siehe oben unter Einzeldenkmale. | 09305271 |
| Weitere Bilder                          | Wohnstallhaus einer ehemaligen Hofanlage             | Teichweg 1 (Karte)            | Anfang 18. Jahrhundert       | Stattliches, wohl ältestes Fachwerk-Wohngebäude im Ort, Hauptgebäude des ehemaligen Erbrichtergutes, baugeschichtlich und hausgeschichtlich von Bedeutung. Erdgeschoss massiv, Bruchstein verputzt, Fenster- und Türgewände (Granit) nur noch zum Teil vorhanden, auf der Hofseite verwittertes Türgewände mit gerader Verdachung und Zahnschnitt, leicht vorkragendes Obergeschoss Fachwerk, verschiefert, SW-Giebel verputzt und verkleidet, profiliertes Rähm mit Schiffskehlen, Fenster originale Größe, im Obergeschoss Galgenfenster mit geteiltem Oberlicht, am NO-Giebel auch achtteilige gesprosste Kreuzstockfenster, Innenraum: Eingangshalle mit Kreuzgratgewölbe und Gurtbögen, Granitstufentreppe zur Erschließung der Obergeschosse, historische Türen erhalten (zwei- und vierfeldrige Rahmen-Füllungs-Türen mit Beschlägen), Dachstuhl: Sparrendach mit zwei Kehlbalkenebenen, untere durch liegenden Stuhl unterstützt, obere mit mittigem Stuhlbaum, der über eine Hängesäule und zwei Hängewerke abgesichert wird. | 09238020 |

## Kühnhaide
| Bild                                    | Bezeichnung                                                          | Lage                                   | Datierung                             | Beschreibung | ID       |
| --------------------------------------- | -------------------------------------------------------------------- | -------------------------------------- | ------------------------------------- | --- | -------- |
| Direkt Bild zu diesem Denkmal hochladen | Eisenbahnbrücke                                                      | (Karte)                                | um 1900                               | Eisenbahngeschichtlich und technikgeschichtlich von Bedeutung. Einbogige Brücke aus Quadern in schiefrigem Naturstein mit Sandsteinelementen an Bogen und Abdeckung, Überführung eines Feldweges, Strecke der „Alten Scheibenberger Bahn“ (Zwönitz – Scheibenberg), um 1900, Eröffnung der Bahnstrecke im Jahr 1900. | 09238318 |
| Direkt Bild zu diesem Denkmal hochladen | Mundloch des Silberstolln                                            | (Karte)                                | 18. Jahrhundert                       | Zeugnis des historischen Zwönitzer Erzbergbaus, bergbaugeschichtlich von Bedeutung. Stollenmundloch an der historischen Stelle, jedoch neu aufgemauert. | 09238326 |
| Weitere Bilder                          | Eisenbahnbrücke                                                      | (Karte)                                | 1898-–1899                            | Verkehrshistorische und baugeschichtlich-ingenieurtechnische Bedeutung, einzig erhaltener von ehemals sieben Viadukten der Bahnstrecke Zwönitz – Scheibenberg (siehe auch Gemeinde Lößnitz, OT Dittersdorf – Obj. 09305272). Genietete Eisenkonstruktion auf zwei Pfeilern mit Stütz- und Böschungsmauern aus Natursteinquadern zur Überführung über das Tal des Fuchsbrunnbaches, „Strecke der Alten Scheibenberger Bahn“ (Zwönitz – Scheibenberg). | 09238319 |
| Direkt Bild zu diesem Denkmal hochladen | Wohnhaus mit Schuppenanbau und nördlicher Stützmauer                 | Blumengasse 6 (Karte)                  | um 1850                               | Zeit- und regionaltypischer Bau, baugeschichtlich von Bedeutung. Erdgeschoss massiv, verputzt, ursprünglicher Eingang zugesetzt, Obergeschoss Fachwerk, südliche Giebelseite zierverschiefert, Rückseite verputzt, andere Seiten verkleidet, nördlicher Schuppenanbau verbrettert, Krüppelwalmdach mit Falzziegeldeckung (nicht bauzeitlich), originale Fenstergrößen, zum Teil historische Fenster erhalten, auch am Anbau, nach Norden angrenzende Stützmauer. | 09238311 |
| Direkt Bild zu diesem Denkmal hochladen | Ehemalige Schule                                                     | Brückenstraße 11 (Karte)               | um 1930                               | Stattlicher ortsbildprägender und zeittypischer Bau im Sinne des Heimatstils, von ortsgeschichtlicher und baugeschichtlicher Bedeutung. Zweigeschossiger Massivbau mit bruchsteinsichtigem Erdgeschoss, risalitartigem Treppenhaus mit Uhr im Giebel, schieferverkleidetem Obergeschoss und Satteldach mit Schieferdeckung, vielteilig gegliederte Kastenfenster im Obergeschoss noch erhalten (1999). | 09238315 |
| Direkt Bild zu diesem Denkmal hochladen | Meilenstein                                                          | Dittersdorfer Straße (Karte)           | Um 1860                               | Königlich-Sächsischer Meilenstein, verkehrsgeschichtlich von Bedeutung | 09307501 |
| Direkt Bild zu diesem Denkmal hochladen | Zweiseithof mit Wohnstallhaus und Seitengebäude                      | Dittersdorfer Straße 1 (Karte)         | um 1800                               | Kleine, zeittypische und regionaltypische Hofanlage, Teil der ursprünglichen Struktur des Waldhufendorfes, baugeschichtlich und heimatgeschichtlich von Bedeutung. - Wohnstallhaus: Erdgeschoss massiv, verputzt, ursprüngliche Erdgeschoss-Struktur erhalten, Obergeschoss Fachwerk, straßenseitig verbrettert, Hofseite verkleidet, Nordgiebel- und Südgiebelseite verschiefert, Satteldach mit Schieferdeckung und zwei stehenden Gaupen, teilweise historischer Fensterbestand mit Sechser- und Achter-Teilung (1999), teils Brettverkleidung der Fenster, - Seitengebäude: Erdgeschoss massiv, verputzt, Porphyrtuff-Fenstergewände, Obergeschoss Fachwerk verbrettert, Südgiebel verschiefert, mäßig geneigtes Satteldach mit Schieferdeckung, historischer Fensterbestand (Sechser-Teilung). | 09238310 |
| Direkt Bild zu diesem Denkmal hochladen | Wohnhaus in offener Bebauung                                         | Dittersdorfer Straße 2 (Karte)         | um 1905                               | Weitgehend authentisch erhaltenes Mietshaus, Zeugnis des Einflusses städtischer Bauformen auf dem Lande, baugeschichtliche und durch seine Ecklage städtebauliche Bedeutung. Zweigeschossiger Massivbau, Natursteinsockel, Sockelgesims, Erdgeschoss neu verputzt, Obergeschoss mit Zierverklinkerung in unterschiedlicher Farbigkeit, Horizontalgliederung durch Gesimse (durchlaufende Sohlbankgesimse, verkröpftes Traufgesims, Sohlbänke auf Konsolen), Obergeschoss-Fensterverdachung als Rundbogen mit inliegender Muschel, Satteldach. | 09238309 |
| Direkt Bild zu diesem Denkmal hochladen | Wohnhaus mit Holzschuppen, Einfriedung, Garten und altem Baumbestand | Dittersdorfer Straße 7 (Karte)         | um 1930                               | Einfamilien-Wohnhaus des Sägereibesitzers Walther, zeittypischer Bau des Heimatstils, baugeschichtliche Bedeutung. Erdgeschoss massiv, bruchsteinsichtig, östliches Zwerchhaus mit Eingang, südlich Terrasse, Fensterlaibungen durch Ziegelband abgesetzt, Obergeschoss verbrettert, vermutlich ausgemauertes Fachwerk, steiles Satteldach mit Schieferdeckung, weitgehend original erhaltene Fenster mit Holzläden (Lamellen) (1999). | 09238317 |
|                                         | Postmeilensäule                                                      | Grünhainer Straße (Karte)              | bezeichnet 1724, Kopie                | Kopie einer Halbmeilensäule, verkehrsgeschichtlich von Bedeutung. Kopie einer Kursächsischen Halbmeilensäule aus Sandstein mit den Inschriften „AR-Monogramm“, „Zwönitz – St.1/3, Stollberg 2 St. 1/3“, „1724“, Posthornzeichen. Seitlich ist die Reihennummer „46“ angebracht. Die Halbmeilensäule gehörte zum 1719 eröffneten Fahrpostkurs Chemnitz–Stollberg–Zwönitz–Schwarzenberg–Johanngeorgenstadt. | 09304956 |
| Direkt Bild zu diesem Denkmal hochladen | Wohnhaus                                                             | Lößnitzer Straße 38 (Karte)            | 1. Hälfte 19. Jahrhundert             | Zeittypischer und regionaltypischer Fachwerk-Bau in gutem Originalzustand von baugeschichtlicher und ortsbildprägender Bedeutung. Erdgeschoss massiv, neu verputzt, weitgehende Veränderungen wie zugesetzte Fenster und Tür sowie liegende Fenster, bildprägende Wirkung jedoch durch das Fachwerk-Obergeschoss, verschiefert, teilweise in rhombenförmigem Schablonenschiefer, rückwärtige Abseite, Satteldach mit altdeutscher Schieferdeckung, im Obergeschoss historische Galgenfenster mit gezackten Fensterblechen erhalten. | 09238325 |
| Direkt Bild zu diesem Denkmal hochladen | Dreiseithof mit Wohnstallhaus, Seitengebäude und Scheune             | Lößnitzer Straße 48 (Karte)            | wohl 17. Jahrhundert                  | Eine der ältesten, weitgehend authentisch erhaltenen zeit- und regionaltypischen Hofanlagen im Ort, Teil der ursprünglichen Struktur des Waldhufendorfes, baugeschichtlich und heimatgeschichtlich von Bedeutung. - Wohnstallhaus: Erdgeschoss massiv, verputzt, im südlichen Teil Veränderungen, Natursteingewände zum Teil entfernt, Obergeschoss Fachwerk, verkleidet, leicht vorkragend, Füllhölzer mit Fase nördliche Abseite mit Frackdach. - Seitengebäude: Erdgeschoss massiv Bruchstein verputzt, Garageneinbau, Obergeschoss Fachwerk verbrettert, Satteldach mit Schieferdeckung, original erhaltenes Kreuzstockfenster, ansonsten Galgenfenster. - Scheune: Verbretterte Holzkonstruktion, Satteldach, im Inneren liegender Dachstuhl, ursprünglich hatte die Scheune wohl einen weiten Dachüberstand zur Hofseite (heute im Inneren befindliche Fase an den Deckenbalken, entspricht ehemaligem Dachüberstand). | 09238308 |
| Direkt Bild zu diesem Denkmal hochladen | Zweiseithof mit Wohnstallhaus und Scheune                            | Schlüsselstraße 1 (Karte)              | um 1800                               | Kleine, weitgehend authentisch erhaltene zeittypische und regionaltypische Hofanlage, Teil der ursprünglichen Struktur des Waldhufendorfes, baugeschichtlich und hausgeschichtlich von Bedeutung. - Wohnstallhaus: Erdgeschoss massiv, verputzt (Graupelputz), Obergeschoss Fachwerk, verkleidet, Ostseite verbrettert, Abseite mit Frackdach, Satteldach, im Erdgeschoss sechsteilige Sprossenfenster mit Wintervorsatz, einflügelige Fensterläden (1999), - Scheune: Älterer Teil auf Bruchsteinsockel, verbretterte Fachwerkkonstruktion, Satteldach mit Schiefer- und Ziegeldeckung. | 09238321 |
| Weitere Bilder                          | Gasthaus »Moosheide«                                                 | Schlüsselstraße 5 (Karte)              | bezeichnet 1872, Dacherkergiebel      | Zeittypischer Fachwerkbau von baugeschichtlicher und ortsgeschichtlicher Bedeutung. Eingeschossiger Fachwerkbau auf Bruchsteinsockel mit Dacherker über mittigem Eingang, Drempel, mäßig geneigtem Satteldach mit Überstand und Freigespärre, Rück- und Südseite verschiefert, Fenster größtenteils erneuert, originale Fensterläden (1999). | 09238320 |
| Direkt Bild zu diesem Denkmal hochladen | Wohnhaus                                                             | Thomas-Müntzer-Straße 1 (Karte)        | um 1860                               | Zeit- und regionaltypischer Fachwerk-Bau, baugeschichtlich von Bedeutung. Erdgeschoss massiv, Bruchstein verputzt, Porphyrtuffgewände, Tür mit gerader Verdachung, Obergeschoss Fachwerk, auf der Rückseite sichtbar, übrige Seiten verschiefert, mäßig geneigtes Satteldach mit Schieferdeckung, weitgehend originaler Fensterbestand (Galgenfenster, sechsteilig gesprosst mit profiliertem Querholz – 1999). | 09238313 |
| Direkt Bild zu diesem Denkmal hochladen | Zweiseithof mit Wohnstallhaus und Scheune                            | Thomas-Müntzer-Straße 10 (Karte)       | 1. Hälfte 19. Jahrhundert             | Zeittypische und regionaltypische Hofanlage, Teil der ursprünglichen Struktur des Waldhufendorfes, baugeschichtlich von Bedeutung. - Wohnstallhaus: Erdgeschoss massiv, neu verputzt, im ehem. Stallteil Garagen, Wohnteil mit Natursteingewänden der Fenster, Obergeschoss Fachwerk verschiefert (Schablonenschiefer), alle Fensteröffnungen in originalen Größen erhalten, - Scheune: Breit gelagerter Baukörper, verbretterte Fachwerkkonstruktion auf flachem Bruchsteinsockel, hofseitig relativ weiter Dachüberstand, Krüppelwalmdach mit altdeutscher Schieferdeckung, ursprüngliche Hofsituation durch Pflasterung und Bepflanzung verloren. | 09238324 |
| Direkt Bild zu diesem Denkmal hochladen | Wohnhaus der ehemaligen Mühle                                        | Thomas-Müntzer-Straße 12 (Karte)       | bezeichnet 1693                       | Früher Matz Günthers Mühle mit einem Mahlgang und Brettmühle, von baugeschichtlicher Bedeutung als eines der ältesten Gebäude im Ort mit selten erhaltener Fachwerkkonstruktion (geschweifte Andreaskreuze), ortshistorische Relevanz als Mühle. Obergeschoss vorkragend, in den Brüstungsfelder geschweifte Andreaskreuze mit Nasen, Eckständer mit angeblatteten Kopfbändern, hölzernes profiliertes Traufgesims. | 09238314 |
| Direkt Bild zu diesem Denkmal hochladen | Wohnstallhaus eines Dreiseithofes                                    | Thomas-Müntzer-Straße 35 (Karte)       | 1766 (Auskunft), Kern womöglich älter | Wohl eines der ältesten zeittypischen und regionaltypischen Bauernhäuser im Ort, Teil der ursprünglichen Struktur des Waldhufendorfes, baugeschichtlich von Bedeutung. Großes Wohnstallhaus eines Dreiseithofes, errichtet laut Auskunft 1766, typischer Vertreter des Mitteldeutschen Wohnstallhauses mit dreizonigem Grundriss (Wohnteil, Flur, Stall-Wirtschaftsteil) und Fachwerk-Oberstock, die verputzte Feldsteinmauer des Erdgeschosses im 20. Jahrhundert teilweise durch Ziegelmauerwerk ersetzt, hier auch Veränderung der Öffnungsgrößen, der Stall gegen Ende des 19. Jahrhunderts mit preußischem Kappengewölbe versehen, die kleinen liegenden Stallfenster gekoppelt und mit Natursteingewänden, zwei Granit-Außentürgewände, die Fenster des Obergeschosses überwiegend zweiflügelige Sprossenfenster in originaler Größe, der Fachwerkkorb mit bemerkenswerter Tiefe leicht vorkragend mit profiliertem Rähm (Fase und Wulst-Kehle-Wulst), Obergeschoss-Grundriss mit Flur etwa in Längsmittelachse, von dem beidseitig Kammern abgehen, steiles Satteldach (Kehlbalkendach) als Kaltdach mit Falzziegeldeckung. Das Gebäude ist neben dem Wohnstallhaus Schlüsselstraße 1 das einzige im Ort, das in seiner Fachwerkkonstruktion weitgehend unversehrt ist. Baugeschichtliche und ortsentwicklungsgeschichtliche Bedeutung. | 09238322 |
| Direkt Bild zu diesem Denkmal hochladen | Steinbogenbrücke                                                     | Thomas-Müntzer-Straße 68 (vor) (Karte) | 19. Jahrhundert                       | Ortsbildprägende Bedeutung. Einbogige Steinbrücke aus scheitrecht gesetzten Bruchsteinplatten. | 09238323 |

## Lenkersdorf
| Bild                                    | Bezeichnung                                              | Lage                             | Datierung             | Beschreibung | ID       |
| --------------------------------------- | -------------------------------------------------------- | -------------------------------- | --------------------- | --- | -------- |
| Direkt Bild zu diesem Denkmal hochladen | Wohnstallhaus und Scheune eines Zweiseithofes            | Alte Lößnitzer Straße 8 (Karte)  | um 1850               | Kleine regionaltypische Hofanlage, Teil der alten Ortsstruktur, baugeschichtlich und ortsbildprägend von Bedeutung. - Wohnstallhaus: Erdgeschoss massiv, verputztes Ziegelmauerwerk, intakte Fassadenstruktur (Wohnteil, Stallteil mit Holztor, Scheunenteil), rückwärtiger Anbau neu, Obergeschoss Fachwerk, traufseitig verbrettert, Giebelseite verschiefert, Satteldach mit altdeutscher Schieferdeckung, originale Fenstergrößen, - Scheune: Verbretterte Fachwerk-Konstruktion auf flachem Bruchsteinsockel mit traufseitig überstehendem Satteldach, Holztor und Taubenschlag, Dachdeckung Preolitschindeln. | 09238358 |
| Direkt Bild zu diesem Denkmal hochladen | Wohnstallhaus eines Dreiseithofes                        | Alte Lößnitzer Straße 12 (Karte) | Mitte 18. Jahrhundert | Zeittypischer und regionaltypischer Bau (trotz teilweise veränderter Fensterformate), Teil der alten Ortsstruktur, baugeschichtlich und heimatgeschichtlich von Bedeutung. Erdgeschoss massiv, verputzt, teils liegende Fenster und Veränderung der historischen Fassadenstruktur (ausgebauter Stallteil), Obergeschoss Fachwerk, zweiriegelig mit reicher eingezapfter Verstrebung, profilierte Schwelle und Füllhölzer, kräftig profiliertes Rähm mit Füllhölzern, teils liegende Fenster, Obergeschoss teils verbrettert oder verkleidet (Asbestzementplatten), Satteldach. | 09238360 |
| Direkt Bild zu diesem Denkmal hochladen | Wohnhaus eines Dreiseithofes                             | Alte Lößnitzer Straße 43 (Karte) | 1948 laut Bauakte     | Obergeschoss-Fachwerk verkleidet, Neubauernhaus in ungewöhnlicher Gestaltung, baugeschichtliche Bedeutung. Erdgeschoss massiv aus unverputztem Bruchsteinmauerwerk, Fassadenteilung in Wohn- und Stallteil, Eingangsvorbau, ebenfalls bruchsteinsichtig, Fenster- und Türgewände aufgeputzt, Obergeschoss preußisches Fachwerk, verkleidet (Asbestplatten), Satteldach. | 09238361 |
| Direkt Bild zu diesem Denkmal hochladen | Steinbogenbrücke mit Geländer und Böschungsmauern        | Dittersdorfer Weg (Karte)        | 1875                  | Verkehrsgeschichtlich von Bedeutung. Einbogige Brücke aus schiefrigem Bruchstein mit Sandstein-Werkteilen am Bogen, Überführung der Eisenbahnstrecke Chemnitz – Aue. | 09238362 |
| Direkt Bild zu diesem Denkmal hochladen | Wohnstallhaus und zwei Seitengebäude eines Dreiseithofes | Lenkersdorfer Straße 2 (Karte)   | um 1870               | Jüngeres Beispiel einer regionaltypischen Hofanlage, baugeschichtlich von Bedeutung, durch markante Lage in freier Flur ortsbildprägend. - Wohnstallhaus: Erdgeschoss massiv, Bruchsteinmauerwerk, teils steinsichtig, teils neu verputzt, Veränderungen in der Fassadenstruktur (liegende und zugesetzte Fenster, Garageneinbau im Stallteil), rückwärtiger Anbau (vermutlich Wasserhaus), Obergeschoss zweiriegeliges Fachwerk, auf der Hofseite sichtbar, übrige Seiten verschiefert, flaches Satteldach mit traufseitigem Dachüberstand, zu großen Teilen erhaltene Obergeschoss-Fenster als Galgenfenster, teilweise mit Sechsteilung (2000), - Scheunen: Auf flachem Bruchsteinsockel errichtete verbretterte Fachwerk-Konstruktion mit historischen Holztoren, Satteldach, bei der östlichen Scheune flach geneigt, nördliche Scheune mit Schieferdeckung, jeweils zeittypische Fenster. | 09238357 |

## Niederzwönitz
| Bild                                    | Bezeichnung | Lage                                       | Datierung                                                    | Beschreibung | ID       |
| --------------------------------------- | --- | ------------------------------------------ | ------------------------------------------------------------ | --- | -------- |
| Weitere Bilder                          | Mundloch des Kommunestolln »Segen Gottes« | (Karte)                                    | 18. Jahrhundert (ehemaliger Stollen)                         | Zugang zum ehemaligen Kommunestolln, ortshistorische und bergbauhistorische Bedeutung, Zeugnis des örtlichen Erzbergbaus. Rundbogiges Mundloch und Stützmauern aus Bruchstein (in den 1990er Jahren erneuert). | 09238432 |
| Weitere Bilder                          | Dreilagenstein | (Karte)                                    | nach 1200                                                    | Ortshistorische Bedeutung. Zur Befriedung von Grenzstreitigkeiten zwischen drei Herrschaftsbereichen errichteter Stein, ursprünglich auf drei Seiten mit Wappen versehen, der heute dort befindliche Stein ist eine Nachbildung des nur noch in einem Bruchstück erhaltenen alten. | 09238422 |
| Weitere Bilder                          | Herrenhaus eines Dreiseithofes, Freifläche und Allee | Am Schäferberg 2 (Karte)                   | 1799, Kern älter                                             | Repräsentativer Bau von ortsbildprägender Bedeutung. Symmetrisch gegliederter zweigeschossiger Putzbau mit schiefergedecktem Mansardwalmdach, im Mansardgeschoss stehende Gaupen und Ladefenster, Granittürgewände (Hof- und Gartenseite) geohrt mit Scheitelstein, polychrome Fassadengliederung (laut Auskunft nach Befund), Kreuzstockfenster nach historischem Vorbild neu, im Hausflur sechsjochiges Kreuzgratgewölbe und repräsentativer Erdgeschoss-Raum mit doppeltem Sterngewölbe und stuckierter Scheitelkartusche, im Garten Wappenstein mit Schönburgischem Wappen, 1799 Wiederaufbau nach Brand unter Einbeziehung des Vorgängerbaus, Kern älter. | 09238370 |
| Direkt Bild zu diesem Denkmal hochladen | Wohnstallhaus und Scheune eines Dreiseithofes | Am Schäferberg 6 (Karte)                   | um 1800                                                      | Authentisch erhaltene zeittypische und regionaltypische Hofanlage in Fachwerkbauweise, Teil der alten bäuerlichen Ortsstruktur, baugeschichtlich und ortsbildprägend von Bedeutung. - Wohnstallhaus: Erdgeschoss verputztes Bruchsteinmauerwerk, Fassadenstruktur mit Wohn- und Stallteil ursprünglich, mit Naturstein-Fenstergewänden und Resten der Türverdachung, rückwärtiger Wasserhausanbau, Obergeschoss Fachwerk, verschiefert, hofseitig verbrettert, Krüppelwalmdach mit Schieferdeckung, kräftig profilierte Traufe, historische Fenster teils erhalten (Galgenfenster) und zweiflügelige Tür mit Mittelpforten, - Scheune: Eingeschossig, verbretterte Fachwerk-Konstruktion auf Bruchsteinsockel mit hohem Satteldach und traufseitigem Dachüberstand. | 09238371 |
| Weitere Bilder                          | Postmeilensäule | Brettmühlenweg (Karte)                     | bezeichnet 1724, Kopie                                       | Kopie eines Viertelmeilensteins, verkehrsgeschichtlich von Bedeutung. Kopie eines Kursächsischen Viertelmeilensteins aus Sandstein mit dem „AR-Monogramm“, „1724“ und „Posthorn“. Er trägt die Reihennummer 45 und war Bestandteil des 1719 eröffneten Fahrpostkurses Chemnitz–Stollberg–Zwönitz–Schwarzenberg–Johanngeorgenstadt. | 09304955 |
| Direkt Bild zu diesem Denkmal hochladen | Wohnhaus mit Teilen einer ehemaligen Böttchereiwerkstatt und Wassertrog | Dorfchemnitzer Straße 9 (Karte)            | 1898, im Kern wohl älter                                     | Obergeschoss Fachwerk, authentisch erhaltenes, jüngeres Beispiel eines regionaltypischen Handwerkerhauses, ortsgeschichtlich und baugeschichtlich von Bedeutung. Erdgeschoss massiv, verputzt, Obergeschoss Fachwerk mit Drempel und mäßig geneigtem Satteldach mit Dachüberstand und altdeutscher Schieferdeckung, südliche und westliche Seite verschiefert (Schablonenschiefer), weitgehend original erhaltener Bestand an Galgenfenstern (2000), im Erdgeschoss teils mit Winterfenstern, zweiflügelige Tür mit Oberlicht (Füllungsgelder mit Diamantierung, Oberlichtteilung durch vegetabile Ziersprossen). Sandsteintrog. | 09238364 |
| Direkt Bild zu diesem Denkmal hochladen | Wohnstallhaus | Dorfchemnitzer Straße 57 (Karte)           | 2. Hälfte 18. Jahrhundert                                    | Obergeschoss Fachwerk, Konstruktion erhalten, exponierte Lage, baugeschichtlich von Bedeutung. Erdgeschoss massiv, Natursteingewände, Kellergewölbe vier mal fünf Meter (Bruchstein), Fenster des ehemaligen Stallteils noch vorhanden, Dachliegefenster moderat, aufwändige Dachkonstruktion, doppelt liegender Stuhl, mehrere Windverbände regelmäßig im Sparrenbereich gebeilt, Haus hatte mit Sicherheit ursprünglich eine weiche Deckung, die Entfernung des hölzernen Wirtschaftsteils (etwa 15 Prozent des Hauses) mit massivem Ersatz der Rückseite nicht erheblich. | 09238363 |
| Direkt Bild zu diesem Denkmal hochladen | Wohnhaus | Färberweg 2 (Karte)                        | um 1800                                                      | Zeittypischer und regionaltypischer Fachwerk-Bau, baugeschichtlich von Bedeutung. Erdgeschoss massiv, verputzt, teils liegende Fenster, rückwärtige Abseite, Obergeschoss Fachwerk verschiefert oder verkleidet, Satteldach mit altdeutscher Schieferdeckung, im Giebel noch historische zweiflügelige Fenster erhalten (2000). | 09238407 |
|                                         | Bad Guter Brunnen: Freiluftgebäude und Brunnen | Hartensteiner Straße (Karte)               | 1910 (Freiluftgebäude)                                       | Teil der ehemaligen Kur- und Badeanlage »Guter Brunnen«, regionalhistorische Bedeutung als alter Wallfahrts- und späterer Kurort. Einzeldenkmale der Sachgesamtheit (siehe auch Sachgesamtheit 09306215) - Freiluftgebäude: Eingeschossige verbretterte Halle auf Ziegelmauerwerksockel, mit zentralem Risalit mit Eingang und Krüppelwalmdach, Bleiglasfenster und Glasfelder der zweiflügeligen Tür mit teils farbigen Feldern. | 09238419 |
|                                         | Sachgesamtheit Bad Guter Brunnen | Hartensteiner Straße (Karte)               | ab 1820                                                      | Ehemalige Kur- und Badeanlage »Guter Brunnen«, regionalhistorische Bedeutung als alter Wallfahrts- und späterer Kurort. Sachgesamtheit mit folgenden Einzeldenkmalen: Freiluftgebäude und Brunnen (siehe auch Einzeldenkmal 09238419) sowie Gelände des ehemaligen Kurbades und Teich als Sachgesamtheitsteile. - Freiluftgebäude: Eingeschossige verbretterte Halle auf Ziegelmauerwerksockel, mit zentralem Risalit mit Eingang und Krüppelwalmdach, Bleiglasfenster und Glasfelder der zweiflügeligen Tür mit teils farbigen Feldern. | 09306215 |
| Weitere Bilder                          | Papiermühle mit technischer Ausstattung, Trockengebäude, Granitwassertrog und Mühlgraben | Köhlerberg 1 (Karte)                       | Teile 1781, Türsturz                                         | Baugeschichtlich, ortsgeschichtlich und technikgeschichtlich von Bedeutung. - Papiermühle: 1568 erstmals urkundlich erwähnt, Herstellung handgeschöpften Büttenpapiers, ab 1847 Pappenherstellung, heute zum Teil als Museum genutzt. Die langgestreckte hakenförmige Anlage des Wohn- und Schirrgebäudes in heutiger Gestalt mit regelmäßigem Fachwerkobergeschoss (strebenreiches zweiriegeliges Fachwerk, teils verbrettert oder verschiefert) und durch doppelte Trockenböden geprägter Dachform (mit durchgehender Dachschleppe und Schieferdeckung) während des Umbaus zur Papierfabrik 1850 errichtet. Verputztes Bruchstein-Erdgeschoss, wohl in Teilen älter, Türstock der segmentbogenförmigen Tür bezeichnet 1781, historischer Fensterbestand erhalten, zum Beispiel Galgenfenster mit Sechser-Teilung oder Kreuzstockfenster mit 4-, 8- und 16-Teilung. Im Innern großer Produktionsraum mit beachtlicher Holzbalkendecke. Das Obergeschoss mit innen unverputztem Fachwerk und Stuckdecken als Museum genutzt (Techniken zur Papierherstellung und technische Anlage), liegender Dachstuhl mit Hängesäule, betriebsfähige technische Ausstattung von 1847. - Trockengebäude: Eingeschossige Halle aus Bruchsteinmauerwerk mit flach geneigtem schiefergedecktem Satteldach und Rundbogentür und -fenstern. | 09238420 |
| Weitere Bilder                          | Blasiuskirche und Kirchhof Niederzwönitz | Niederzwönitzer Straße 7b (Karte)          | 1668, im Kern älter                                          | Barocke Saalkirche mit Dachreiter, baugeschichtliche und ortsgeschichtliche Bedeutung. Einzeldenkmale der Sachgesamtheit: Kirche (mit Ausstattung), Grabstein, Leichenhalle und Grufthaus der Familie Kropp (siehe auch Sachgesamtheit 09305273). - Grufthaus: Schlichter kleiner Bau aus verputztem Bruchsteinmauerwerk mit Spitzbogentür und flankierenden vergitterten Fenstern, sparsame Putzlisenengliederung an den Gebäudeecken und am Giebel, profilierter Ortgang, Satteldach mit Schieferdeckung, zweiflügelige Holztür. - Leichenhalle: Kleiner fensterloser Putzbau mit Rundbogeneingang, gestufter Giebel mit eckiger Giebelspitze und skulpiertem Aufsatz sowie schmiedeeisernen Kreuzen. | 09238418 |
| Weitere Bilder                          | Sachgesamtheit Blasiuskirche und Kirchhof Niederzwönitz mit folgenden Einzeldenkmalen: Kirche (mit Ausstattung), Grabstein, Leichenhalle und Grufthaus der Familie Kropp (siehe Einzeldenkmal 09238418) sowie der Kirchhof mit Einfriedung als Sachgesamtheitsteile | Niederzwönitzer Straße 7b (Karte)          | 1668 (Kirche)                                                | barocke Saalkirche mit Dachreiter, baugeschichtliche und ortsgeschichtliche Bedeutung. Grufthaus: schlichter kleiner Bau aus verputztem Bruchsteinmauerwerk mit Spitzbogentür und flankierenden vergitterten Fenstern, sparsame Putzlisenengliederung an den Gebäudeecken und am Giebel, profilierter Ortgang, Satteldach mit Schieferdeckung, zweiflügelige Holztür. Leichenhalle: kleiner fensterloser Putzbau mit Rundbogeneingang, gestufter Giebel mit eckiger Giebelspitze und skulpiertem Aufsatz sowie schmiedeeisernen Kreuzen. | 09305273 |
| Direkt Bild zu diesem Denkmal hochladen | Wohnstallhaus und Scheune eines ehemaligen Bauernhofes | Niederzwönitzer Straße 10 (Karte)          | um 1800                                                      | Zeittypische und regionaltypische Bauten in Ortsmitte, Teil der alten bäuerlichen Ortsstruktur, baugeschichtlich und ortsbildprägend von Bedeutung. - Wohnstallhaus: Erdgeschoss massiv, verputztes Bruchsteinmauerwerk, ursprüngliche Fassadenstruktur erhalten, Porphyrtuffgewände, Tür mit gerader Verdachung, Obergeschoss Fachwerk, teils verschiefert und verbrettert, Rückseite verkleidet, Krüppelwalmdach mit altdeutscher Schieferdeckung und drei gestaffelten stehenden Gaupen, historischer Fensterbestand, zum Beispiel im Erdgeschoss historische Galgenfenster mit Sechsteilung und einflügeligen Holzfensterläden erhalten, Obergeschoss-Fenster mit gestanzten Blechen, gründerzeitliche zweiflügelige Haustür mit Oberlicht und Glasfeldern. - Scheune: Verbretterte Fachwerk-Konstruktion mit Satteldach und Falzziegeldeckung. | 09238417 |
| Direkt Bild zu diesem Denkmal hochladen | Wohnhaus | Niederzwönitzer Straße 19 (Karte)          | Anfang 19. Jahrhundert                                       | Regionaltypischer Fachwerk-Bau, baugeschichtlich und ortsbildprägend von Bedeutung. Erdgeschoss massiv, verputzt, teils Fensteröffnungen und ursprüngliche Türöffnungen zugesetzt, rückwärtig Anbau über zwei Geschosse, Obergeschoss Fachwerk, verkleidet (Asbestzementplatten), Krüppelwalmdach mit Dachhecht über die gesamte Gebäudebreite, historische Fenster und Türen verloren. Kehlbalkendach von hohem Originalitätsgrad, Winkelverbände, unter anderem in der Mittelachse, im Keller Bruchsteintonne. | 09238398 |
| Direkt Bild zu diesem Denkmal hochladen | Wohnhaus | Niederzwönitzer Straße 28 (Karte)          | um 1800                                                      | Zeittypischer und regionaltypischer Fachwerk-Bau, baugeschichtlich und ortsbildprägend von Bedeutung. Erdgeschoss massiv, verputzt, ursprüngliche Türöffnung und teilweise Fensteröffnungen zugesetzt, Obergeschoss zweiriegeliges Fachwerk mit stockwerkshohen Streben (Fachwerk aufgebrettert), Giebel verschiefert, Satteldach mit Schieferdeckung, historische Fenster und Türen verloren. Grundrissänderung wahrscheinlich schon Ende 19. Jahrhundert, Dachstuhl einfach stehend, Sparrenabstand unregelmäßig, meist über einen Meter. | 09238399 |
| Direkt Bild zu diesem Denkmal hochladen | Wohnhaus und Einfriedung | Niederzwönitzer Straße 33 (Karte)          | um 1880                                                      | Zeittypischer Fachwerk-Bau, Beispiel für den städtisch geprägten Wohnhausbau auf dem Lande, baugeschichtlich von Bedeutung. Zweigeschossiger massiver Putzbau auf annähernd quadratischem Grundriss (6 × 6 Achsen) mit flach geneigtem, schiefergedecktem Satteldach mit Überstand und profilierten Pfettenenden sowie mit Dacherker, ursprüngliche Türöffnung verkleinert, Fenstergewände Naturstein, Erdgeschoss Fenster segmentbogenförmig, im Dacherker Rundbogenfensterpaar und Laubsägearbeit in der Giebelspitze, teils historische Galgenfenster mit geteiltem Oberlicht, auch mit Wintervorsätzen, erhalten, außerdem zweiflügelige hölzerne Fensterläden. | 09238400 |
| Direkt Bild zu diesem Denkmal hochladen | Wohnhaus | Niederzwönitzer Straße 41 (Karte)          | bezeichnet 1801                                              | Zeittypischer und regionaltypischer Fachwerk-Bau, baugeschichtlich von Bedeutung. Erdgeschoss massiv, rückwärtig zweigeschossige Erweiterung, Obergeschoss zweiriegeliges Fachwerk mit geschosshohen Streben, Satteldach mit Schieferdeckung und einer stehenden Gaupe, historischer Bestand an Fenstern und Türen verloren, Fensterläden im Erdgeschoss im Denkmalsinne. | 09238411 |
| Direkt Bild zu diesem Denkmal hochladen | Wohnhaus | Niederzwönitzer Straße 46 (Karte)          | um 1880                                                      | Schlichter, zeittypischer Putzbau, baugeschichtlich und ortsentwicklungsgeschichtlich von Bedeutung. Zweigeschossiger massiver Putzbau von vier mal vier Achsen, Bruchsteinmauerwerk mit Graupelputz, Natursteingewände, klassizistische Tür mit gerader Verdachung, Zugang über Treppe, Gurt- und Traufgesims in Glattputz, mäßig geneigtes Satteldach mit Schieferdeckung, im Erdgeschoss historische Galgenfenster mit Wintervorsatz und Tür mit Oberlicht erhalten. | 09238413 |
| Direkt Bild zu diesem Denkmal hochladen | Ehemaliges Rathaus | Niederzwönitzer Straße 48 (Karte)          | 1924 laut Bauakte                                            | Stattlicher Bau mit markanter Fassade, baugeschichtlich, ortsgeschichtlich und straßenbildprägend von Bedeutung. Dreigeschossiger massiver Putzbau mit seitlichem Treppenhausanbau und Walmdach mit Glockenturm, Betonung der drei mittleren traufseitigen Fensterachsen durch Austritte mit Balustergeländer im ersten Obergeschoss sowie Dacherker mit Dreiecksgiebeln, zwischen zweitem und drittem Obergeschoss Dachschürze, oberes Geschoss wie Dach verschiefert, Treppenhaus und Glockentürmchen mit geschwungener Haube, Fenster wohl dem historischen Vorbild nachempfunden erneuert. | 09238414 |
| Direkt Bild zu diesem Denkmal hochladen | Wohnhaus | Niederzwönitzer Straße 51 (Karte)          | 2. Hälfte 19. Jahrhundert                                    | Authentisch erhaltener zeittypischer und regionaltypischer Fachwerk-Bau in Ortsmitte, baugeschichtlich und ortsentwicklungsgeschichtlich von Bedeutung. Erdgeschoss massiv, verputzt, Obergeschoss Fachwerk aufgebrettert, teils verkleidet (Asbestplatten), Drempel und mäßig geneigtes Satteldach, teils historische Galgenfenster erhalten (2000). | 09238421 |
| Direkt Bild zu diesem Denkmal hochladen | Gasthof | Niederzwönitzer Straße 54 (Karte)          | bezeichnet 1844, Wandbild am Giebel                          | Stattlicher zeittypischer Fachwerk-Bau in Ortsmitte, baugeschichtlich, ortsgeschichtlich und straßenbildprägend von Bedeutung. Langgestreckter Baukörper von neun mal drei Achsen mit Krüppelwalmdach, zweigeschossiger massiver Putzbau mit Natursteingewänden, Rundbogenfensteröffnungen über dem Eingang und an den Giebeln gekuppelt, Gurtgesims und hölzernem Traufgesims, schiefergedecktes Dach, Fenster denkmalgerecht erneuert, originale zweiflügelige Tür. | 09238415 |
| Direkt Bild zu diesem Denkmal hochladen | Häuslerhaus | Niederzwönitzer Straße 70 (Karte)          | 17. Jahrhundert                                              | Wohl eines der ältesten Gebäude im Ort, als eines der wenigen in der Region erhaltenen Fachwerk-Bauten aus dieser Zeit von wissenschaftlichem Interesse für die ländliche Hausforschung, baugeschichtlich, hausgeschichtlich und heimatgeschichtlich von Bedeutung. Zweigeschossiger Fachwerkbau (Erdgeschoss teils massiv), Fachwerk aufgebrettert, Holzverbindungen verblattet (Auskunft), Erdgeschoss-Fachwerk eventuell aus späterer Bauphase (Ersatz der ursprünglichen Holzkonstruktion?), Obergeschoss-Fachwerk einriegelig mit V-förmig verlaufenden Streben, an der Giebelseite gekreuzt, Satteldach mit neuer Schieferdeckung. | 09238385 |
| Direkt Bild zu diesem Denkmal hochladen | Wohnhaus | Niederzwönitzer Straße 74 (Karte)          | um 1850                                                      | Zeittypischer und regionaltypischer Fachwerk-Bau, baugeschichtlich von Bedeutung. Erdgeschoss massiv und verputzt, ursprüngliche Türöffnung auf der Straßenseite zu einem Fenster verändert, Fensteröffnungen teils zugesetzt, Obergeschoss Fachwerk, teils verputzt bzw. verkleidet, Giebel verschiefert, Satteldach mit altdeutscher Schieferdeckung. | 09238384 |
| Direkt Bild zu diesem Denkmal hochladen | Wohnhaus | Niederzwönitzer Straße 79 (Karte)          | bezeichnet 1705, Türsturz                                    | Eines der ältesten authentisch erhaltenen zeittypischen und regionaltypischen Fachwerkgebäude im Ort, baugeschichtlich von Bedeutung. Erdgeschoss massiv, isolierverkleidet, unterschiedliche Fenstergrößen (Überformung), Naturstein-Gewände, Tür mit gerader Verdachung, relativ weit vorkragendes Obergeschoss, Fachwerk mit reich profilierter Schwelle, Balkenköpfen und Füllhölzern, Fachwerk einriegelig mit gezapften K-Streben, Rähm und Füllhölzer profiliert, Obergeschoss teils verschiefert und verkleidet, Satteldach mit Aufschiebling, Falzziegeldeckung, historische Galgenfenster aus der jüngeren Umbauphase erhalten, ansonsten originale Fensteröffnungsgrößen (2000). | 09238380 |
| Direkt Bild zu diesem Denkmal hochladen | Wohnhaus | Niederzwönitzer Straße 102 (Karte)         | um 1800                                                      | Zeittypischer und regionaltypischer Fachwerk-Bau, baugeschichtlich von Bedeutung. Erdgeschoss massiv und mit Fliesen verkleidet, ursprüngliche traufseitige Türöffnung zugesetzt, Zugang heute an der Gebäudeecke, Obergeschoss Fachwerk mit Kunstschiefer- oder Asbestplattenverkleidung, Satteldach mit fünf stehenden Gaupen. | 09238378 |
| Direkt Bild zu diesem Denkmal hochladen | Pfarrhaus, Nebengebäude und straßenseitige Stützmauer mit Treppe | Niederzwönitzer Straße 104 (Karte)         | um 1860                                                      | Qualitätvoller spätklassizistischer Putzbau in Ortsmitte von baugeschichtlicher, ortshistorischer und ortsbildprägender Bedeutung. - Pfarrhaus: Kubischer Baukörper über rechteckigem Grundriss, mit flachem Walmdach, zweigeschossiger massiver Putzbau auf Bruchsteinsockel mit Sockelgesims, segmentbogenförmigen Tür- und Fensteröffnungen mit Gewänden in Porphyrtuff, durchlaufenden Sohlbankgesimsen sowie reich profiliertem Traufgesims, ebenfalls in Porphyrtuff, Binnengliederung durch farblich abgesetzte Putzlisenen und Blendbögen, Schieferdeckung, Fenster denkmalgerecht erneuert, zweiflügelige Haustür mit Glasfeldern und Oberlicht, - Nebengebäude: Putzbau auf Bruchsteinsockel, Tür- und Fensteröffnungen segmentbogenförmig, Porphyrtuffgewände, Satteldach mit Schieferdeckung, Bruchstein-Stützmauer mit Treppe, zum Haus hin gemauerte Wangen. | 09238379 |
| Weitere Bilder                          | Denkmale für die Gefallenen des Deutsch-Französischen Krieges sowie des Ersten und Zweiten Weltkrieges | Niederzwönitzer Straße 104 (neben) (Karte) | um 1875                                                      | Ortshistorische Bedeutung. - Denkmal 1870/71: Polygonale Säule auf dreistufigem Sockel und Postament mit Inschrift, bekrönt mit einem Adler, - Denkmal Erster und Zweiter Weltkrieg: Einfacher, schmuckloser Stein mit Inschrift auf zweistufigem Sockel, bekrönt mit einem Soldatenhelm. | 09238369 |
| Weitere Bilder                          | St.-Johannis-Kirche (mit Ausstattung) und straßenseitige Kirchhofsmauer | Niederzwönitzer Straße 104a (Karte)        | 1789–1793                                                    | Barocke Saalkirche, baugeschichtliche, künstlerische, ortsbildprägende und ortshistorische Bedeutung. | 09238368 |
| Direkt Bild zu diesem Denkmal hochladen | Ehemaliges Schulgebäude (ohne Anbau) | Niederzwönitzer Straße 105 (Karte)         | bezeichnet 1837, Türsturz                                    | Authentisch erhaltener zeittypischer Putzbau von stattlicher Kubatur, baugeschichtlich und ortsgeschichtlich von Bedeutung. Zweigeschossiger massiver Putzbau (vier mal sechs Achsen) mit Krüppelwalmdach, Naturstein-Türgewände mit gerader Verdachung (eventuell auch Fenstergewände, überputzt), profiliertes Traufgesims, historischer Bestand an Fenstern und Türen weitgehend verloren bis auf einige Galgenfenster mit geteiltem Oberlicht (2000), im Inneren zum Teil noch historische Türen. Wände im Erdgeschoss ein Meter dick, zwei Kellergewölbe, liegender Dachstuhl, Kehlbalken mit Unterzug. | 09238377 |
| Direkt Bild zu diesem Denkmal hochladen | Wohnstallhaus und Scheune eines Zweiseithofes | Niederzwönitzer Straße 107 (Karte)         | um 1800                                                      | Authentisch erhaltene, zeittypische und regionaltypische Hofanlage in Fachwerkbauweise, Teil der alten bäuerlichen Ortsstruktur, baugeschichtlich und heimatgeschichtlich von Bedeutung. - Wohnstallhaus: Langgestreckter Baukörper (sieben mal drei Achsen), intakte Fassadenstruktur, Erdgeschoss massiv, Bruchstein verputzt, wohl Naturstein-Gewände (nur Türverdachung noch sichtbar), Obergeschoss Fachwerk, teils verbrettert und verschiefert, Straßenseite verputzt und Fachwerk durchscheinend, zweiriegelig mit stockwerkshohen Streben, Satteldach mit Aufschiebling, altdeutsche Schieferdeckung, am nördlichen Giebel Ladearm und Ladeluke, historischer Fensterbestand, zum Beispiel Galgenfenster mit 6-Teilung (2000), - Scheune: Verbretterte Fachwerk-Konstruktion, zwei Schiebetore, Satteldach mit Ziegeldeckung, historische Galgenfenster mit 6-Teilung (2000). - Hofbaum Buche. | 09238376 |
| Direkt Bild zu diesem Denkmal hochladen | Uferbefestigung entlang der Zwönitz | Querweg (Karte)                            | 18. Jahrhundert/19. Jahrhundert                              | Ortsbildprägende Bedeutung. Uferbefestigung aus Bruchsteinmauerwerk mit zwei Stufenabgängen. | 09238382 |
| Direkt Bild zu diesem Denkmal hochladen | Wohnstallhaus eines Zweiseithofes | Querweg 8 (Karte)                          | um 1800                                                      | Zeittypischer und regionaltypischer Fachwerk-Bau, baugeschichtlich von Bedeutung. Erdgeschoss massiv, verputzt, ein liegendes Fenster, ehemaliger Stallteil leicht überformt (Garageneinbau, stehende Rechteckfenster), Obergeschoss zweiriegeliges Fachwerk mit stockwerkshohen Streben, teils verkleidet mit Asbestzementplatten, auf der Rückseite ein liegendes Fenster, Satteldach mit altdeutscher Schieferdeckung, Haustür und Tor wohl erste Hälfte 20. Jahrhundert. | 09238383 |
| Weitere Bilder                          | Fabrikantenvilla, Villengarten mit Pavillon und Grotte, Zeche „Neues Glück“ sowie technische Ausstattung der ehemaligen Austelmühle | Rathausstraße 14 (Karte)                   | bezeichnet 1885–1886, Inschrifttafel im zweiten Obergeschoss | Villa der Fabrikantenfamilie Austel mit Park, repräsentativer Bau im Neurenaissance-Stil von ortshistorischer, künstlerischer, baugeschichtlicher und städtebaulicher Bedeutung. Dreigeschossiger massiver Putzbau auf quadratischem Grundriss mit zwei turmartigen viergeschossigen Eckrisaliten und Mansarddach mit Schieferdeckung, über dem Eingang zweigeschossiger Altan, Rustikaquaderung des Sockelgeschosses und Gliederungselemente wie zum Beispiel Fensterverdachungen und -brüstungen, Pilaster, Gesimse (teils mit Zahnschnitt oder Konsolen) sowie Zierfriese, Festons und Kränze in Sandstein, bauzeitlicher Fensterbestand (Galgenfenster) und zweiflügelige Eingangstüren, baufeste Innenausstattung erhalten: im Erdgeschoss Kreuzgratgewölbe, in der ehemaligen Eingangshalle dreijochig und von zwei Säulen getragen, in den Obergeschoss auffallend schöne Stuckdecken, diese zum Teil heiter verspielt mit Putten und Blumenarrangements von Arthur Faulhaber aus Zwönitz bemalt, hoher zweigeschossiger Kamin mit Meißner Kacheln in Formen der Renaissance, im Gebäude Gebhardt'sche Sammlung mit über sechzig Fachgebieten. Zeche „Neues Glück“ im Villengarten/Park gelegen. | 09238397 |
| Direkt Bild zu diesem Denkmal hochladen | Häuslerhaus (Umgebinde) | Rathausstraße 18 (Karte)                   | um 1700                                                      | Selten erhaltenes Beispiel für die auch in dieser Region verbreitete Umgebindekonstruktion, trotz starker Überformung des Gebäudes von wissenschaftlichem Interesse für die ländliche Hausforschung, baugeschichtlich und hausgeschichtlich von Bedeutung. Erdgeschoss Umgebinde mit einfachen geblatteten Kopfbändern, Blockrahmen-Fensteröffungen, vorkragendes Obergeschoss Fachwerk (verputzt) mit profilierter Schwelle, Füllhölzern und Balkenköpfen, Satteldach, im Erdgeschoss historische Fenster und zweiflügelige gründerzeitliche Tür. Im Türrahmen nachträgliche und wohl falsche Bezeichnung. 1385 | 09238403 |
|                                         | Wohnhaus | Rathausstraße 20 (Karte)                   | 18. Jahrhundert                                              | Zeittypischer und regionaltypischer Fachwerk-Bau, baugeschichtlich von Bedeutung. Breit gelagerter Baukörper mit sechs mal vier Achsen mit Satteldach, Erdgeschoss massiv, verputzt, kleiner massiver Anbau an der östlichen Giebelseite, Obergeschoss Fachwerk, aufgebrettert, ursprünglich wohl zweiriegelig mit Kopfbändern an den Eckständern, straßenseitige Zierverschieferung von Obergeschoss und Giebel, Satteldach schiefergedeckt mit gestaffelten stehenden Gaupen, historischer Fensterbestand, zum Beispiel Galgenfenster mit Wintervorsatz, Obergeschoss Fenster mit hölzernen Sohlbänken mit Zahnschnitt auf Konsölchen (2000). | 09238402 |
| Direkt Bild zu diesem Denkmal hochladen | Wohnhaus | Rathausstraße 26 (Karte)                   | um 1850                                                      | Zeit- und regionaltypischer Fachwerk-Bau in der Ortsmitte, baugeschichtlich von Bedeutung, als späteres Gasthaus von orts- und sozialhistorischer Bedeutung. Erdgeschoss massiv, ockerfarbener Putz aus der Umbauphase, kleiner Eingangsvorbau und Treppe, Obergeschoss Fachwerk mit Zierverschieferung, profilierte Traufe, Satteldach mit altdeutscher Schieferdeckung und zwei stehenden Gaupen, historische Galgenfenster teils mit Wintervorsatz und sechsteilige Kastenfenster (2000), Türblatt mit gesprosstem Glasfeld aus der Umbauphase. | 09238405 |
| Direkt Bild zu diesem Denkmal hochladen | Wohnhaus | Rathausstraße 28 (Karte)                   | um 1800                                                      | Zeittypischer und regionaltypischer Fachwerk-Bau, baugeschichtlich von Bedeutung. Erdgeschoss massiv und verputzt, Obergeschoss Fachwerk verkleidet (Asbestzementplatten), längliche Fensterformate, wohl Vergrößerung durch Herabsetzen der Brustriegel, Satteldach mit altdeutscher Schieferdeckung und zwei stehenden Gaupen. | 09238406 |
| Weitere Bilder                          | Postmeilensäule | Stollberger Straße (Karte)                 | bezeichnet 1725, Kopie                                       | Kopie einer Ganzmeilensäule, verkehrsgeschichtlich von Bedeutung. Kopie einer Kursächsischen Ganzmeilensäule aus Sandstein mit „AR“-Monogramm, „Stollberg 1St.1/4“, „1725“ und Posthorn. Die Säule trägt die Reihennummer 44 und gehörte zum 1719 eröffneten Fahrpostkurs Chemnitz–Stollberg–Zwönitz–Schwarzenberg–Johanngeorgenstadt. | 09304954 |
| Direkt Bild zu diesem Denkmal hochladen | Wohnhaus | Turnhallenweg 8 (Karte)                    | 1. Hälfte 18. Jahrhundert                                    | Zeittypischer und regionaltypischer Fachwerk-Bau, baugeschichtlich von Bedeutung. Erdgeschoss Fachwerk, Isolierverkleidung, Blockrahmen-Fenster, Obergeschoss Fachwerk, leicht vorkragend, aufgebrettert, einriegelig ohne Streben, Giebel verschiefert, Satteldach in neuer Schieferdeckung, Türblatt 1930er Jahre. | 09238386 |
| Direkt Bild zu diesem Denkmal hochladen | Wohnstallhaus eines Dreiseithofes | Wehrgasse 7 (Karte)                        | 1. Hälfte 18. Jahrhundert                                    | Zeittypischer und regionaltypischer Fachwerk-Bau, baugeschichtlich von Bedeutung. Breit gelagerter Baukörper (fünf mal fünf Achsen) mit Satteldach, Erdgeschoss massiv und verputzt, Veränderungen der Fensterformate, Obergeschoss zweiriegeliges Fachwerk, auf der Hofseite reicher verstrebt, Ladetür, Fachwerk teils verschiefert und verkleidet. | 09238373 |
| Direkt Bild zu diesem Denkmal hochladen | Wohnhaus | Wehrgasse 13 (Karte)                       | 1749 laut Auskunft                                           | Zeittypischer und regionaltypischer Fachwerk-Bau, ortshistorische Bedeutung als ehemaliges Strumpffaktorenhaus, Zeugnis der Entwicklung der Textilindustrie im Ort, baugeschichtlich und ortsgeschichtlich von Bedeutung. Recht stattlicher Bau mit Satteldach, Erdgeschoss massiv und verputzt, Naturstein-Fenstergewände, ehemalige Türöffnung zur Fensteröffnung verkleinert, rückwärtiger kleiner Anbau mit Eingang, Obergeschoss Fachwerk mit Asbestzementplattenverkleidung, Rückseite schieferverkleidet, Satteldach mit Aufschiebling, im Erdgeschoss noch historische Galgenfenster erhalten (2000). | 09238375 |
| Direkt Bild zu diesem Denkmal hochladen | Südöstliches Seitengebäudes eines Vierseithofes | Wehrgasse 17 (Karte)                       | um 1700, nördlicher Teil wohl älter                          | Zeittypisches und regionaltypisches bäuerliches Wirtschaftsgebäude in Fachwerkbauweise, baugeschichtlich von Bedeutung. Erdgeschoss Fachwerk, verbrettert, mit massivem Stallteil (Bruchstein, verputzt), Obergeschoss Fachwerk, teils verbrettert, einriegelig mit V-artig angeordneten Streben, teils im Rähm, teils im Stiel eingezapft, Holzverbindungen gezapft, im nördlichen Teil (Stallteil) lange Fußstreben geblattet, Satteldach mit Aufschiebling, altdeutsche Schieferdeckung, Holzdachrinne, Holztor und lädenverschlossene Ladeluken. | 09238374 |
| Direkt Bild zu diesem Denkmal hochladen | Transformatorenturm | Zwönitzer Gasse (Karte)                    | um 1920                                                      | Technikgeschichtliche Bedeutung, Zeugnis der Elektrifizierung des Ortes. Massiver Ziegelbau, verputzt (Graupelputz), Lichtöffnungen mit Glassteinen, verbrettertes Obergeschoss mit Halbrundfenster, spitzes Walmdach mit geschwungenem Dachfuß, originale Stahltür, verschiedenfarbige Isolatoren, Blechdach mit grünem Anstrich. | 09238396 |
| Direkt Bild zu diesem Denkmal hochladen | Wohnstallhaus eines Vierseithofes | Zwönitzer Gasse 4 (Karte)                  | wohl 1. Hälfte 17. Jahrhundert                               | Eines der ältesten zeittypischen und regionaltypischen Gebäude im Ort (mit historischen Bauphasen), von wissenschaftlichem Interesse für die ländliche Hausforschung, baugeschichtlich und heimatgeschichtlich von Bedeutung. Erdgeschoss massiv, verputztes Bruchsteinmauerwerk, Natursteingewände, beide Giebelseiten und Rückseite massiv, hofseitig leicht vorkragendes Obergeschoss Fachwerk, verkleidet, Schwelle und Füllhölzer profiliert und mit Schiffskehlen, gerade Andreaskreuze in den Brüstungsfeldern, Holzverbindungen eingezapft, Satteldach, historischer Fensterbestand (2000), teils einflügelige Holzfensterläden und -türen. | 09238394 |
| Weitere Bilder                          | Fabrikgebäude einer ehemaligen Strumpffabrik und Weberei | Zwönitzer Gasse 7 (Karte)                  | 1911–1912                                                    | Weitgehend original erhaltener, stattlicher zeittypischer Bau in Ortsmitte, Zeugnis der Industrialisierung des Dorfes, bauhistorische und ortshistorische sowie städtebauliche Bedeutung. Viergeschossiger, mit gelben Klinkern verblendeter Bau mit turmartigem Treppenhausanbau und schiefergedecktem mansardartigem Dach mit Dacherkern, Gliederung durch Lisenen, zwischen drittem und viertem Obergeschoss Dachschürze, Traufgesims mit Zahnschnitt, Treppenturm (Aufzug?) nach oben sich verjüngend gestuft, Fenstersohlbänke als geneigte und mit grünen Glasurziegeln ausgelegte Flächen, vielteilig gesprosste Holzfenster größtenteils nach historischem Vorbild erneuert. | 09238393 |
| Direkt Bild zu diesem Denkmal hochladen | Fabrikgebäude mit Schornstein und Einfriedung | Zwönitzer Gasse 18 (Karte)                 | um 1923 laut Bauakte                                         | Ehemalige Strumpffabrik M. Geller & Co., original erhaltener zeittypischer Bau in Ortsmitte, Zeugnis der Industrialisierung des Dorfes, bauhistorische und ortshistorische sowie städtebauliche Bedeutung. Viergeschossiger Ziegelbau auf durchfenstertem Sockel in schiefrigem Naturstein, sparsame Lisenengliederung, zwischen drittem und viertem Obergeschoss Dachschürze, Mittelrisalit mit Dreiecksgiebelreihe, Walmdach, originale vielteilig gesprosste Holzfenster (2000), bauzeitliche zweiflügelige Tür mit vergittertem Oberlicht, Entwurf und Bauleitung: Architekten Hickel & Hartenstein, Chemnitz. | 09238392 |
| Direkt Bild zu diesem Denkmal hochladen | Schule (ohne Anbau) | Zwönitzer Gasse 28 (Karte)                 | bezeichnet 1906                                              | Repräsentatives zeittypisches Gebäude von ortshistorischer und baugeschichtlicher Bedeutung. Dreigeschossiger langgestreckter Baukörper von zehn mal drei Achsen mit Mittelrisalit, Dacherker und flachem Walmdach, Putzbau mit Werkstein-Gliederungelementen (Gewände, Gesimse, Eckquaderung), im zweiachsigen Mittelrisalit Rundbogenzugänge, Fenster rundbogen- oder korbbogenförmig, teils mit Dreiecksgiebelverdachung, bauzeitliche zweiflügelige Eingangstüren mit vergitterten Glasfeldern und gesprossten Oberlichtern, Fenster wohl dem historischen Vorbild nachempfunden erneuert (DDR-Zeit), Zugang über eine Granitstufentreppe. | 09238381 |